# 史密斯威森M29左輪手槍
史密斯威森M29（英語：Smith & Wesson Model 29）是一系列由美国槍械公司史密斯威森所研製及生產的6發式“N型底把”雙動式左輪手槍，發射火力強大的.44麥格農或火力相對較弱的.44 S&W特種彈這二種.44口徑的手枪子彈。
該槍因為是克林·伊斯威特主演的緊急追捕令系列電影的主角·哈拉·卡拉漢的招牌武器關係而聲名大噪。
史密斯威森M29配備了4英吋（101.6毫米）、5英吋（127毫米）、6英吋（152.4毫米）、61⁄2英吋（165.1毫米）、83⁄8英吋（212.725毫米）和較後期的105⁄8英吋（269.875毫米）槍管長度為其標準型號。用戶還分別可以通過聯繫史密斯威森性能中心的特別訂單或是通過槍匠進行其他槍管長度版本的個人化定製。5英吋（127毫米）槍管長度版本還裝有全尺寸長度槍管底部凸桿。M29的生產質量優良，並且具有兩種華麗的主要表面處理，分別是高級的拋光烤藍表面處理（有皇家藍色表面）和鍍光亮镍表面處理（半光亮表面）。

## 設計細節
1957年，史密斯威森首次以“N型” （大型）碳鋼左輪手槍底把為基礎所設計發射火力強大的.44 Remington Magnum雷明登麥格農子彈的大尺寸左輪手槍，而這就是後來在1957年首次推出的史密斯威森M29，這曾經在一段長時間內為史密斯威森系列產品中最大尺寸左輪手槍槍身（最少在史密斯威森於2003年推出更大的X型底把）。從1971年開始，當克林·伊斯威特主演的熱門电影《緊急追捕令》（以及其四個續集）當中以“世界上火力最強的手槍”讓它聲名遠揚，它引來了一部份主要州份的手槍愛好者、執法人員和獵人的歡迎。隨著該電影的發行以後，零售商經常遇上了史密斯威森M29在存貨上供不應求的問題。另外，這槍也於1976年在電影《出租車司機》和电视剧《大榔頭》之中登場。
當時它推出的時候，史密斯威森M29是最強大大量生產的手槍。這當然會引來大量顧客，以及大量個人化改裝或仿製的歡迎，正是因為更加強大的口徑，就像在十九世紀發明的舊式單發狩獵手槍。埃爾默·基斯一生中的成就，就是選擇了以憲章武器鬥牛犬左輪手槍所發射的（其中一種彈藥）、可在手製子彈時有多種彈頭選擇的.44 S&W特種彈為靈感和基礎，在最大限度地提高了的威力和性能後，為史密斯威森推出了.44麥格農子彈。
他製作的新彈藥的威力十分驚人，足以在近距離擊倒一隻大型食肉動物，例如非洲水牛、北極熊、野豬甚至大象。其設計目的亦是作為大型危險狩獵之中獵人的佩槍，而不是為了自衛；但今天有一些專業型號彈藥，也使它可以作為一種良好的防衛型彈藥。
正因為.44麥格農是由.44 S&W特種彈所研發出來的，殼底及底緣直徑相同，使得史密斯威森M29的膛室（弹巢）可以裝填以及發射.44 S&W特種彈。只是麥格農子彈的彈殼比特種彈稍長，因此彈殼內部可以容納更多的裝藥。這也使得膛室（彈巢）設計是裝填以及發射特種彈的手槍都不能夠填以及發射麥格農子彈。
史密斯威森M29存在的缺點是射速過低、裝彈較慢和容彈量較少，但其簡單的結構、巨大的威力和高度的可靠性，仍然使它成為全世界左輪手槍愛好者心中不朽的傳奇。
1990年代末期，史密斯威森決定將多種型號的手槍停止生產，當中包括“基本”型號的M29。從那時開始，在不同的時期，已經開始改為生產多種型號的限量或個人化定製版本，已經生產多達10種演化版本。但直到2003年，史密斯&威森推出更大型的“X型”（超大型）底把以前，M29一直是史密斯&威森生產的眾多左輪手槍產品之中槍身尺寸最大的左輪手槍。

## 衍生型

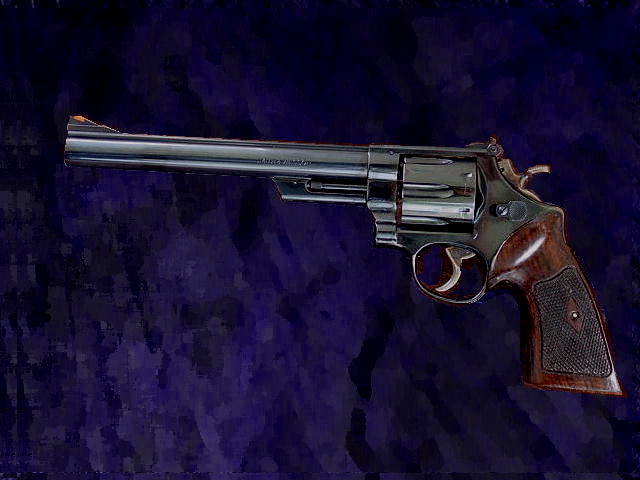
配有83/8英吋槍管的史密斯威森M29-2。

原來的M29於1960年被M29-1所取代，當中的改進地方是修改了退殼桿螺絲，令弹巢旋轉方向相反。而M29-2在下年就取代了它，並且取消在扳機護環前的一顆螺絲。1969年，史密斯威森M29的61⁄2英吋（165.1毫米）槍管長度縮短至6英吋（152.4毫米）。這兩個版本被稱為“鉸接和凹入”。“鉸接”是指擰緊固定式設計，使槍管擰入，並且由插梢穿過槍身和槍管內部的插槽加固；而“凹入”則是指彈巢孔凹陷，以便裝填時，令.44麥格農子彈的底殼凸緣都能夠完全密封於彈巢內。1982年，M29-3為減低生產成本，取消插梢連接式槍管和凹陷式彈巢兩個設計，並以固定擠壓連接式槍管設計取代。
而分別從1988年和1990年開始生產的M29-4和M29-5為了能夠大量使用高膛壓子彈而作出提高耐用性的變化。1994年，M29-6開始生產，並且以霍格（英語：Hogue）公司生產的標準橡膠單色型握把取代以往型號使用的木製握把，並且提供標準的螺紋孔以便利用螺絲裝上光学瞄準鏡接口導軌（MIL-STD-1913戰術導軌或是韋弗式導軌）。1998年開始生產的29-7改進了內部多個機構，例如閉鎖機構和擊針附件，而擊錘和扳機更是以金屬粉末注射成型（MIM）的工藝生產。

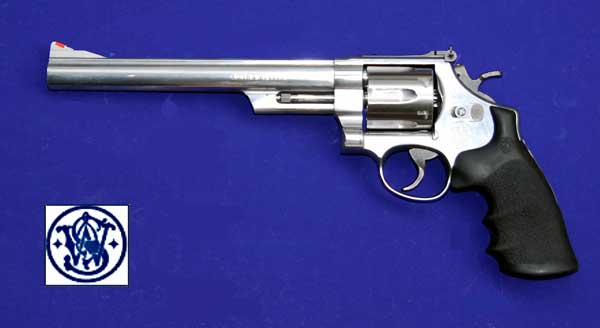
史密斯威森M629.44麥格農連83/8英吋槍管—史密斯威森M29的一種不銹鋼版本。

| 型號  | 開始生產年份 | 槍管長度                   | 修改                                                               |
| ----- | ------------ | -------------------------- | ------------------------------------------------------------------ |
| 29    | 1957年       | 61⁄2英吋                   |                                                                    |
| 29-1  | 1960年       | 61⁄2英吋                   | 退殼桿螺絲                                                         |
| 29-2  | 1961年       | 61⁄2英吋 1979年更改為6英吋 | 取消在扳機護環前的一顆固定弹巢阻擋彈簧的螺絲                       |
| 29-3  | 1982年       |                            | 取消插梢連接式槍管和凹陷式彈巢兩個設計，並以固定擠壓連接式槍管取代 |
| 29-4  | 1988年       |                            |                                                                    |
| 29-5  | 1990年       |                            |                                                                    |
| 29-6  | 1994年       |                            | 霍格公司生產的標準橡膠單色型握把成為標準握把                       |
| 29-7  | 1998年       |                            | 改進閉鎖機構和擊針附件，擊錘和扳機改為以金屬粉末注射成型工藝生產   |
| 29-8  |              |                            |                                                                    |
| 29-9  |              |                            |                                                                    |
| 29-10 |              |                            |                                                                    |

| 起始編號 | 生產年份       |
| -------- | -------------- |
| N1       | 1969年－1972年 |
| N100000  | 1973年         |
| N200000  | 1974年－1977年 |
| N300000  | 1975年－1976年 |
| N400000  | 1977年－1978年 |
| N500000  | 1978年－1980年 |
| N600000  | 1979年－1980年 |
| N700000  | 1980年         |
| N800000  | 1980年－1983年 |
| N900000  | 1982年－1986年 |

### 史密斯威森M629
從1978年開始，史密斯威森向市場推出了史密斯威森M29的不鏽鋼底把版本，M629。
根據來自史密斯威森的衍生型號名稱編配手法，M629這個型號是在原來的M29左輪手槍的型號名稱前面增加一個6字以表示這是原來的M29左輪手槍設計的不鏽鋼底把版本，這點與史密斯威森M625、史密斯威森M627、史密斯威森M657、史密斯威森M686相同。此外，當他們推出M629的時候，他們將61⁄2英吋（165.1毫米）槍管停產，並且推出了將槍管略為縮短的6英吋（152.4毫米）槍管。這引來了賣家和收藏家之間的許多混亂。
M629經典型的衍生型可以選擇縮短型槍管底部凸桿或是全尺寸型槍管底部凸桿。

#### 相關衍生型
- 在2008年的SHOT Show（美國著名槍展）之中，史密斯威森推出了M629隱形獵人型（英語：Smith & Wesson Model 629 Stealth Hunter），一種由史密斯威森性能中心改裝的狩獵用手槍。[3]
- 史密斯威森M629 2.625英吋型（英語：Smith & Wesson Model 629 2.625"）是一把不鏽鋼底把以及採用極短的66.675毫米（2.625英吋）槍管的左輪手槍，是2.625英吋型型系列的一部份。
- 史密斯威森M629競爭者型（英語：Smith & Wesson Model 629 Competitor）是一把不鏽鋼底把以及採用可調節全尺寸型槍管底部凸桿重量的左輪手槍，是加重槍管型系列的一部份。
- 史密斯威森M629獵人型（英語：Smith & Wesson Model 629 Hunter）是一把不鏽鋼底把狩獵用左輪手槍，是加重槍管型系列的一部份。
- 史密斯威森M629 V競賽型（英語：Smith & Wesson Model 629 V-Comp）是一把不鏽鋼底把以及採用設有泄氣孔的槍管前端的左輪手槍。

### 史密斯威森M329
史密斯威森M329是史密斯威森M29的钪合金底把版本，表面採用了啞光黑色。
根據來自史密斯威森的衍生型號名稱編配手法，M329這個型號是在原來的M29左輪手槍的型號名稱前面增加一個3字以表示這是原來的M29左輪手槍設計的鈧合金版本，這點與史密斯威森M325、史密斯威森M327、史密斯威森M357、史密斯威森M310、史密斯威森M386相同。

#### 相關衍生型
- 史密斯威森M329PD（英語：Smith & Wesson Model 329PD）是一把钪合金底把的個人防衛型左輪手槍，是PD型系列的一部份。
- 史密斯威森M329夜間護衞型（英語：Smith & Wesson Model 329 Night Guard）是一把钪合金底把以及採用PVD塗層弹巢、氚光機械瞄具的左輪手槍，是夜間護衞型系列的一部份。
- 史密斯威森M329 XL獵人型（英語：Smith & Wesson Model 329 XL Hunter）是一把钪合金底把以及採用PVD塗層彈巢、氚光機械瞄具的左輪手槍，是XL獵人型系列的一部份。

### 安靜特殊用途左輪手槍
有一些史密斯威森M29由AAI公司進行改裝，並且將其研究項目命名為安靜專用左輪手槍（英語：Quiet Special Purpose Revolver，簡稱：QSPR）。這種左輪手槍裝有較新型、較短的滑膛槍管（34.925毫米／1.375英吋）、10毫米／0.4英吋的槍膛，彈巢（和膛室）擴闊以便發射QSPR手槍的特製彈藥，而特製彈藥的外表上類似.410 bore霰彈槍彈殼的金屬彈殼，但內部設計則是為了氣井集氣操作。QSPR手槍所發射的特製彈藥也是由AAI所製作的。
這把QSPR手槍是由1967年—1971年開發，並且在越戰期間被坑道鼠所使用。QSPR手槍在1969年投入戰場上並且開始進行實戰測試，並且從1970年至1971年開始進行改進及測試計劃。至少它從未正式服役過。隨著美国武装部队開始從越南撤軍，導致QSPR手槍項目所帶來的利潤減少，而項目最終在大約1972年結束。

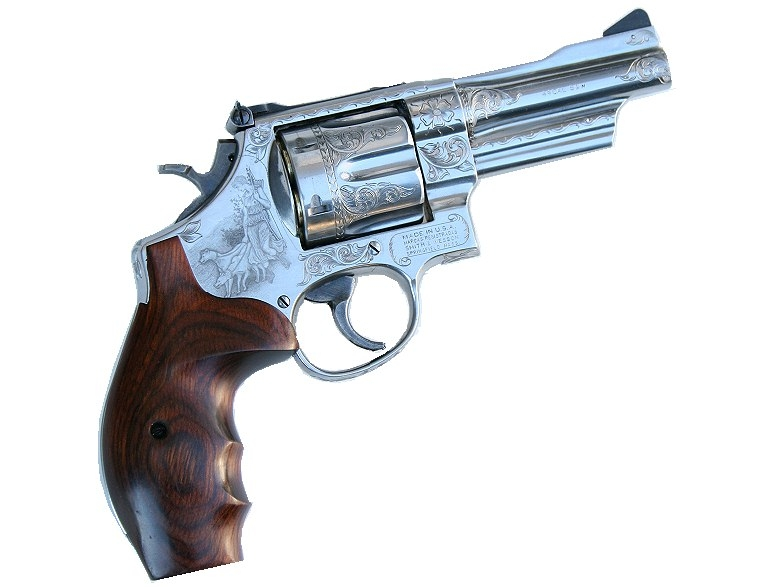
由約翰·K·皮斯和魯尼·戴安傑洛通過史密斯威森定製雕刻工場雕刻而成的山地槍。

### 山地槍衍生型
山地槍是史密斯威森在1989年推出的一種M29的槍管輕量化版本。槍管表面重現了二戰後設計。
一些史密斯威森M629亦有生產命名為“追蹤首領”（英語：Trail Boss）的山地槍版本，裝有短槍管和霍格（英語：Hogue）式握把。

### 其他衍生型
- 在2006年1月26日，史密斯威森公佈M29的50週年紀念版本。[5]整體與以前的型號相同，區別在於以黃金鑲嵌商標裝在槍身側邊的防塵蓋，全新設計的內部閉鎖機構和無溝槽式弹巢。
- 在2007年1月1日，史密斯威森宣布以史密斯威森的經典型號生產線再次推出經過雕刻的M29。[6]

## 使用國
- 美国
  - 哥倫比亞特區大都會警察局（英语：Metropolitan Police Department of the District of Columbia）

## 流行文化
史密斯威森M29系列登場於多部电影、电視、电子游戏、動画和輕小說裡，例如：

### 電影
- 辣手神探系列電影：型號為61⁄2英吋和83⁄8英吋槍管M29黑色表面型，由主角“骯髒”哈利·卡拉漢所使用，並且成為他的招牌武器（英语：Signature weapon）。
  - 1971年—《緊急追捕令》
  - 1973年—《緊急搜捕令》
  - 1976年—
  - 1983年—
  - 1988年—《賭彩黑名單》
- 1973年—：型號為M29鍍光亮镍表面處理型，由占士·邦（James Bond，飾演）用以營救蘇麗特兒（Solitaire，飾演）情節。
- 1974年—：型號為M29鍍光亮镍表面處理型，為法蘭西斯高·史卡拉孟加（Francisco Scaramanga，基斯杜化李飾演）的櫥櫃收藏武器之一。
- 1976年—《出租車司機》：型號為83⁄8英吋槍管M29黑色表面型，由主角崔維斯拜寇（Travis Bickle，飾演）所使用，從非法持槍推銷員購買。
- 1984年—《比佛利山超级警探》：型號為21⁄2英吋槍管M629不鏽鋼型，具有經過改裝而加上的馬格那孔，由維克托·梅特蘭（Victor Maitland，史蒂芬·伯克夫飾演）用在電影的結尾。
- 1989年—《紅色警探》：
  - 3英吋短槍管（英语：Snubnosed revolver）史密斯威森M629裝上Pachmayr戰鬥握把由芝加哥警探阿特·瑞德茲克探長（Art Ridžić，詹姆斯·貝魯什飾演）用作佩槍。
  - 史密斯威森M29由艾凡·丹科上尉（Ivan Danko，飾演）所使用。
- 1989年—《喋血双雄》：型號為M29鍍光亮镍表面處理型，為小莊（周润发飾演）通過公文包交給他的朋友四哥（朱江飾演）的武器之一。
- 1990年—《霹靂煞》（法語：Nikita）：型號為M629不鏽鋼經典獵人型，由鮑伯（Bob，捷奇·卡里奧飾演）所使用。
- 1993年—《黑色豪門企業》：型號為M29黑色表面型，由私家侦探、Ray McDeere的朋友埃迪·洛馬克斯（Eddie Lomax，蓋瑞·布斯飾演）所使用。
- 1994年—《終極追殺令》：型號為M629不鏽鋼經典獵人型，由美國緝毒局黑警諾曼·史丹菲爾（DEA Agent Norman Stansfield，飾演）所使用，改裝為3英吋槍管。
- 1998年—《全民公敵》：型號為M629不鏽鋼型，由老流氓維克（Vic，維克·曼尼飾演）所使用。
- 2000年—：型號為4英吋槍管M29，由保安人員所使用。
- 2002年—《限制級戰警》：型號為M629 V競賽型，由桑德·凱奇（Xander Cage，飾演）所使用，經過大量修改並且裝上緋紅軌跡（英语：Crimson Trace）雷射瞄準握把側板、C-More紅點鏡、無溝槽式彈巢、鋸齒型槍管底部凸桿和槍口制退器，可以發射特殊.44麥格農彈藥。
- 2003年—：型號為M29黑色表面型，由主角布魯斯·諾蘭（Bruce Nolan，飾演）用在模仿“骯髒”哈利·卡拉漢情節。
- 2004年—《惡靈古堡2：啟示錄》：型號為M629經典型，先後由安格斯·麥肯齊（Angus Mackenzie，杰弗裡·鮑斯飾演）和吉兒·華倫泰（Jill Valentine，席安娜·蓋羅莉飾演）所使用，直到子彈耗盡後拋棄。
- 2005年—：型號為M29鍍光亮镍表面處理型，由哈迪偵探（Detective Hartigan，飾演）所使用。
- 2005年—《限制級戰警2：極限公國》：型號為M629 V競賽型，由托比·李·西發（Toby Lee Shavers，邁克爾·路夫飾演）以及達瑞斯·斯通（Darius Stone，Ice Cube飾演）所使用，經過大量修改並且裝上緋紅軌跡（英语：Crimson Trace）雷射瞄準握把側板、C-More紅點鏡、無溝槽式彈巢、鋸齒型槍管底部凸桿和槍口制退器。
- 2007年—：型號為M629不鏽鋼型，由胡伊·盧卡斯（Huey Lucas，奇維拖·艾吉佛飾演）用在搜查毒品工廠。
- 2007年—《惡靈古堡3：大滅絕》：型號為M29黑色表面型，由蔡斯用於其L85A1子彈耗盡以後。
- 2007年—《史密斯先生》：型號為6英吋槍管M629不鏽鋼型，裝上霍格式橡膠握把並且由一名男子（The Lone Man，葛瑞格·柏克飾演）所使用。
- 2008年—：型號為M629經典型，由肯尼思·“紅”·帕克二世（Kenneth "Red" Parker, Jr.，埃迪·馬爾桑飾演）用在追殺約翰·漢考克／街頭超人（John Hancock）的情節。
- 2009年—《壞中尉》：型號為6.5英吋M29黑色表面型，由主角特倫斯·麥多納中尉／壞中尉（LT. Terence McDonagh，尼古拉斯·凯奇飾演）所使用，曾被其性愛伴侶弗蘭基·多倫菲爾（Frankie Donnenfeld，伊娃·门德斯飾演）取下。
- 2010年—：型號為M629加重槍管型，裝上大型瞄準鏡並且由邪教教徒用在教會槍戰；其後他把它交給一個邪教教徒女人，用在隨後的追車情節。
- 2010年—：型號為4英吋槍管M629，由馬歇特·科爾特斯（Machete Cortez，丹尼·特乔飾演）所使用。
- 2010年—：型號為M629不鏽鋼型，加裝武器戰術燈和Cooey單管霰彈槍（在現實中由電影武器裝備集團所改裝）並且由馬文（Marvin Boggs，約翰·馬可維奇飾演）所使用。
- 2012年—：型號為4英吋槍管M629不鏽鋼型，由毒販蒂姆·布里格斯（Tim Briggs，基奧雲尼·列比斯飾演）所使用。
- 2012年—《龍虎少年隊》：型號為M629經典型，由多明戈（Domingo，德雷·戴維斯飾演）用在高速公路追逐情節。
- 2012年—：型號為M629 V競賽型，由貝利·巴頓（Barry Burton，凱文·杜蘭飾演）用作佩槍。
- 2013年—：型號為M629經典型，裝上馬格那孔槍管和全尺寸加重型槍管底部凸桿，由明蒂·麥奎迪／超殺女（Mindy Macready／Hit-Girl，飾演）用在訓練戴夫·萊佐斯基／屌爆俠（Dave Lizewski／Kick-Ass）的情節。
- 2013年—《家園防線》：型號為4英吋M629，由費爾·布羅克（Phil Broker，傑森·史塔森飾演）所使用。
- 2015年—《侏罗纪世界》：只在關於玻璃的教學视频中出現。
- 2016年—：型號為M29 83⁄8英吋槍管型，為「死侍」韋德·威爾遜（Wade Wilson／Deadpool，萊恩·雷諾斯飾演）廢料場收集的其中一種武器。
- 2016年—：型號為M629 3英寸槍管型，由吉米（Jimmy，沙托·科普利飾演）用於妓院情節。

### 電視劇
- 1983年—：M29黑色表面型由監獄長沃登·比爾（Warden Beale，克利夫頓·詹姆斯飾演）、霹靂仔（Lt. Templeton “Faceman” Peck，德克·班奈迪飾演）和軍方成員羅德里克·德克爾上校（Col. Roderick Decker，蘭斯·魯古飾演）所使用。
- 1984年—《神探亨特》：
  - 1986年11月1日第3季第4集（播出順序為第304集）「卡斯特羅的連接」（英語：The Castro Connection），M29黑色表面型由維克多·桑托羅（Victor Santoro，赫克托·梅爾卡多飾演）毒販用在對抗主角理查德·瑞克·亨特警官情節。
  - 1986年11月8日第3季第5集（播出順序為第305集）「正午的洛杉磯」（英語：High Noon in L.A.），M29黑色表面型由卡洛斯·馬里亞諾（Carlos Mariano，喬治·迪哥耶魯飾演）用在尋找及對抗主角理查德·瑞克·亨特警官情節。
- 1986年—《大榔頭》：
  - M629不鏽鋼型平常由主角大榔頭督察（Inspector Sledge Hammer，大衛·拉區飾演）用作佩槍，裝上印有大錘圖案的塑料握把。
  - 1986年10月17日第1季第4集（播出順序為第4集）「他們不是射向錘子嗎？」（英語：They Shoot Hammers, Don't They?），M29黑色表面型由大榔頭督察的前拍擋傑克·高根（Jack Kogan，傑克·傑貝龍飾演）用作佩槍。
- 1994年—《末日逼近》：M29黑色表面版分別由摩天法官（Judge Ferris，奧西·戴維斯飾演）和哈羅德·勞德（Harold Lauder，科林·美克飾演）用在戰鬥和吞槍情節。
- 1999年—：200年3月19日第2季第10集（播出順序為第23集）「出局」（英語：Bust Out），M29黑色表面型由大衛·史嘉連奧（David Scatino，羅伯特·帕特里克飾演）用在吞槍情節。
- 2000年—《CSI犯罪現場》：
  - 2011年2月10日第11季第14集（播出順序為第243集）「分屍案」（英語：All That Cremains），M29黑色表面短管型由實驗室技師大衞·哈吉斯（David Hodges，華勒斯·蘭漢飾演）在實驗室中所使用。
  - 2011年10月12日第12季第4集（播出順序為第255集）「女傭人」（英語：Maid Man），M629在一宗謀殺案現場中被發現。
- 2005年—《樂透趴趴走》：2005年9月27日第1季第2集（播出順序為第2集）“戒菸”（英語：Quit Smoking），M29黑色表面型由彩（Joy，珍美·柏諾斯莉飾演）所使用。
- 2005年—《犯罪心理》：2006年11月15日第2季第9集（播出順序為第31集）“硬道理”（英語：The Last Word），M29黑色表面型由“空心人”殺手（'Hollow Man' killer，斯科特·邁克爾·摩根飾演）所使用。
- 2006年—《灵异妙探》：2007年3月2日第1季第15集（播出順序為第15集）“可怕的雪莉：懷特的吐司”（英語：Scary Sherry: Bianca's Toast），裝上花梨木握把的83⁄8英吋槍管M629鍍光亮镍表面處理型由拉西特偵探（Lassiter，蒂莫西·奥蒙德森飾演）和他的臨時搭檔古朱伯格偵探（Goochberg，梅塞德斯·魯爾飾演）用在靶場練習情節。
- 2007年—《異形庇護所》：2009年11月6日第2季第5集（播出順序為第18集）“驚嚇暗夜”（英語：Pavor Nocturnus），4英吋槍管M29黑色表面型由心理醫生威爾·齊默爾曼（Dr Will Zimmerman，羅賓·鄧恩飾演）所使用。

### 电子游戏
- 1998年—：型號為4英吋槍管M29黑色表面版，命名為「.44麥格農左輪手槍」，使用重新裝填。
- 1999年—：型號為M629經典型，裝上木製握把，由吉兒·華倫泰（Jill Valentine，Catherine Disher配音）所使用，在遊戲的最後用以射殺第三型態的追跡者。
- 2002年—：型號為M29黑色表面版，命名為「史密斯威森M29」。
- 2003年—：型號為M29黑色表面版，命名為「麥格農左輪手槍」。
- 2003年—：型號為M29黑色表面版，只在遊戲中的電視劇廣告中出現，不可使用。
- 2004年—《特種部隊Online》：型號為M629不鏽鋼版，台版參與2010年11月活動才能得到。目前推出的樂透武器版本：
  - GENERAL M629
  - 新左輪M629
- 2005年—《惡靈古堡4》：命名為「Broken Butterfly」。
- 2007年—：型號為裝上了83⁄8英吋槍管的M29黑色表面版，命名為「大屠殺」（Big Kill），被間諜用作更新後可使用的解鎖武器之一，原左輪手槍的《妙探闖通關：魔鬼劇場（英语：Sam & Max: The Devil's Playhouse）》的促銷版。
- 2007年—：型號為M629經典型，命名為「Wess .44」，裝上木製握把，由主角奈森·德瑞克（Nathan Drake）用作佩槍。
- 2008年—《死刑犯2：充血》：型號為標準型和連瞄準鏡型，分別命名為「.44左輪手槍」和「連瞄準鏡左輪手槍」。
- 2008年—：有標準型和連瞄準鏡型。
- 2009年—《惡靈古堡5》：命名為「S&W M29」。戰役模式可於第三章取得。
- 2009年—《殺戮空間》：2011年12月8日「第二次扭曲聖誕節活動」推出，命名為「.44麥格農」，6發彈巢，可雙持。
- 2009年—：型號為：M629經典型，命名為「Wess .44」，裝上木製握把，由主角奈森·德瑞克（Nathan Drake）用作初期佩槍。
- 2010年—：型號為M29黑色表面版，命名為「.44麥格農左輪手槍」，可改裝為重槍身以增加其耐用性和裝上瞄準鏡；M29鍍光亮镍表面處理版命名為「神秘麥格農」。
- 2010年—：型號為M629經典型，命名為「麥格農手槍」，雙持左輪手槍。
- 2011年—：型號為M629經典型，命名為「Wess .44」，裝上木製握把，由主角奈森·德瑞克（Nathan Drake）用作初期佩槍。
- 2011年—：型號為M629經典型，命名為「Wess .44」，裝上木製握把，由主角奈森·德瑞克（Nathan Drake）用作初期佩槍。
- 2014年—《幽靈行動：魅影》：型號為83⁄8英吋M629型，命名為“Model 29”。
- 2016年—：型號為M629經典型，命名為「左輪手槍」，裝上木製握把，由奈森的好夥伴維特‧蘇利文（Victor Sullivan）所使用。
- 2018年—《5》：命名為「.44麥格農」。
- 2019年—

### 動漫
- 1981年—《戰國魔神豪將軍》：型號為M29黑色表面版。
- 1983年—《城市猎人》：由海坊主所使用。
- 1989年—《貓眼女槍手》：型號為M629不鏽鋼版，由拉力賽·文森特所使用。
- 1998年—《星際牛仔》（Cowboy Bebop）：型號為4英吋槍管M29黑色表面版。
- 2009年—《東之伊甸》：型號為M29黑色表面版，由瀧澤朗（たきざわあきら，聲優：（日本）木村良平／（香港）黃榮璋）所持有。
- 2009年—《東之伊甸劇場版I The King of Eden》：型號為M29黑色表面版，由瀧澤朗（たきざわあきら，聲優：（日本）木村良平／（香港）李鎮然）所持有。
- 2009年—《幻灵镇魂曲》

## 圖集

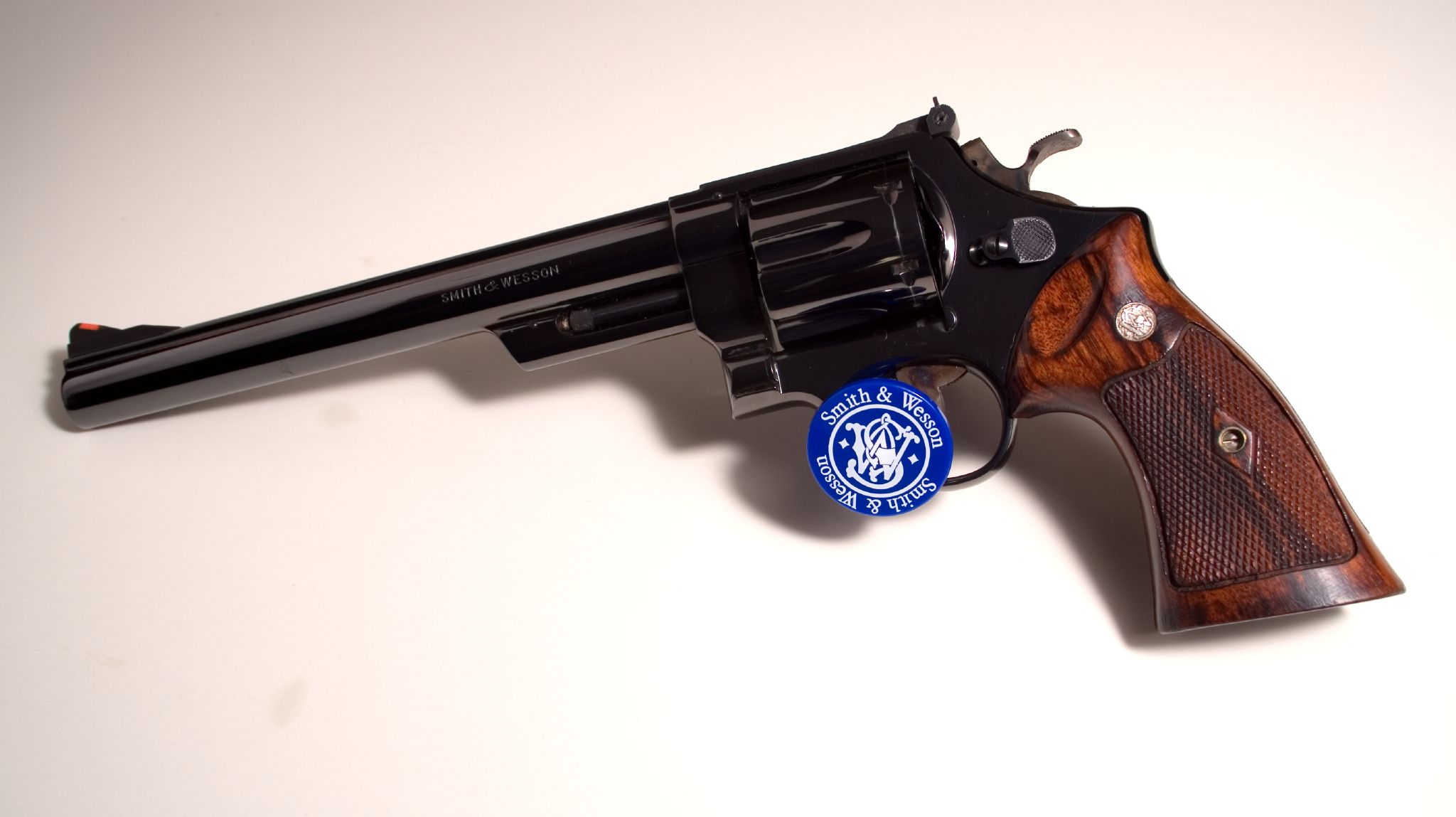
1959年生產配有83⁄8英吋槍管的史密斯威森M29
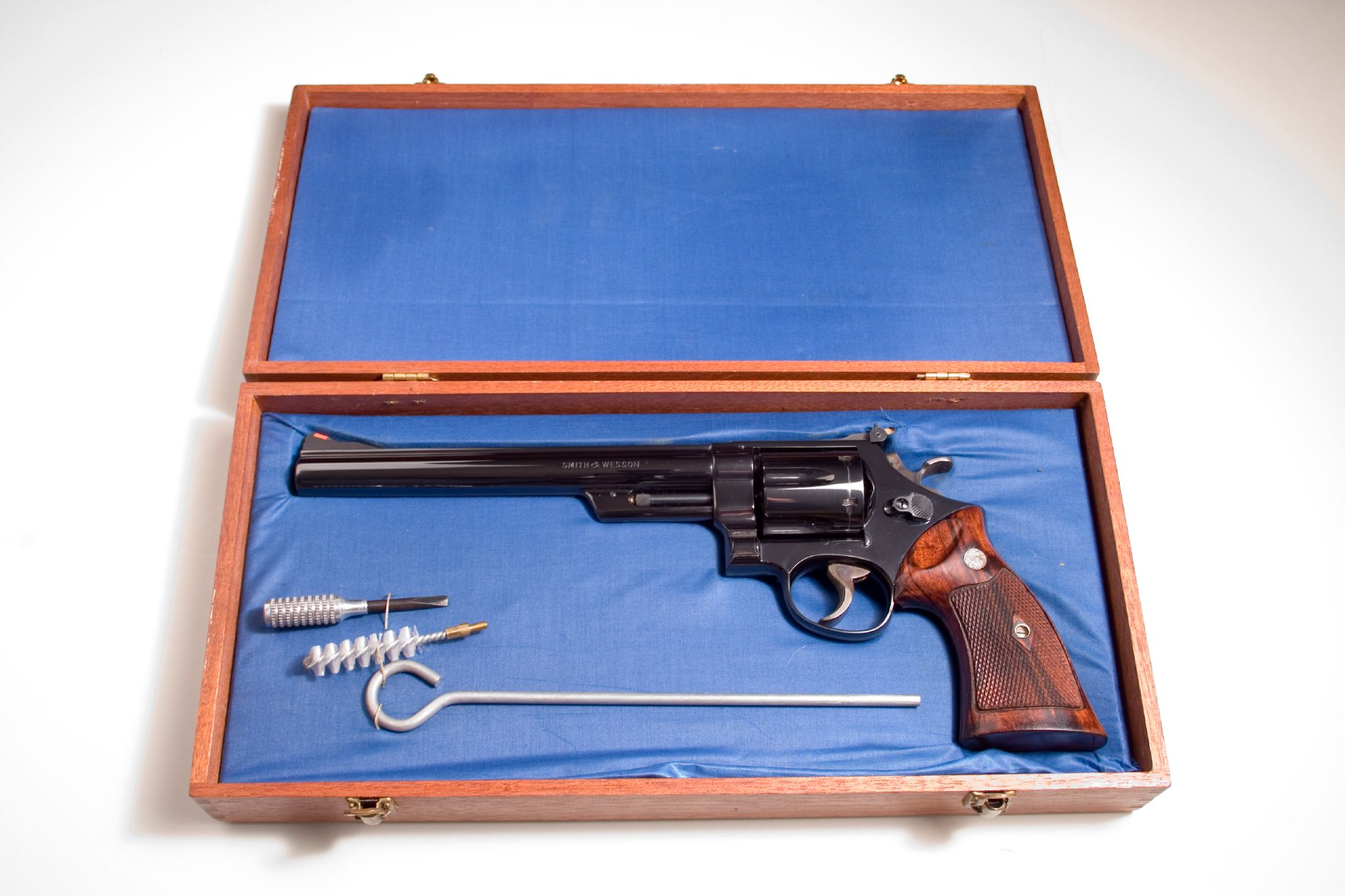
史密斯威森M29及其包裝盒、說明書
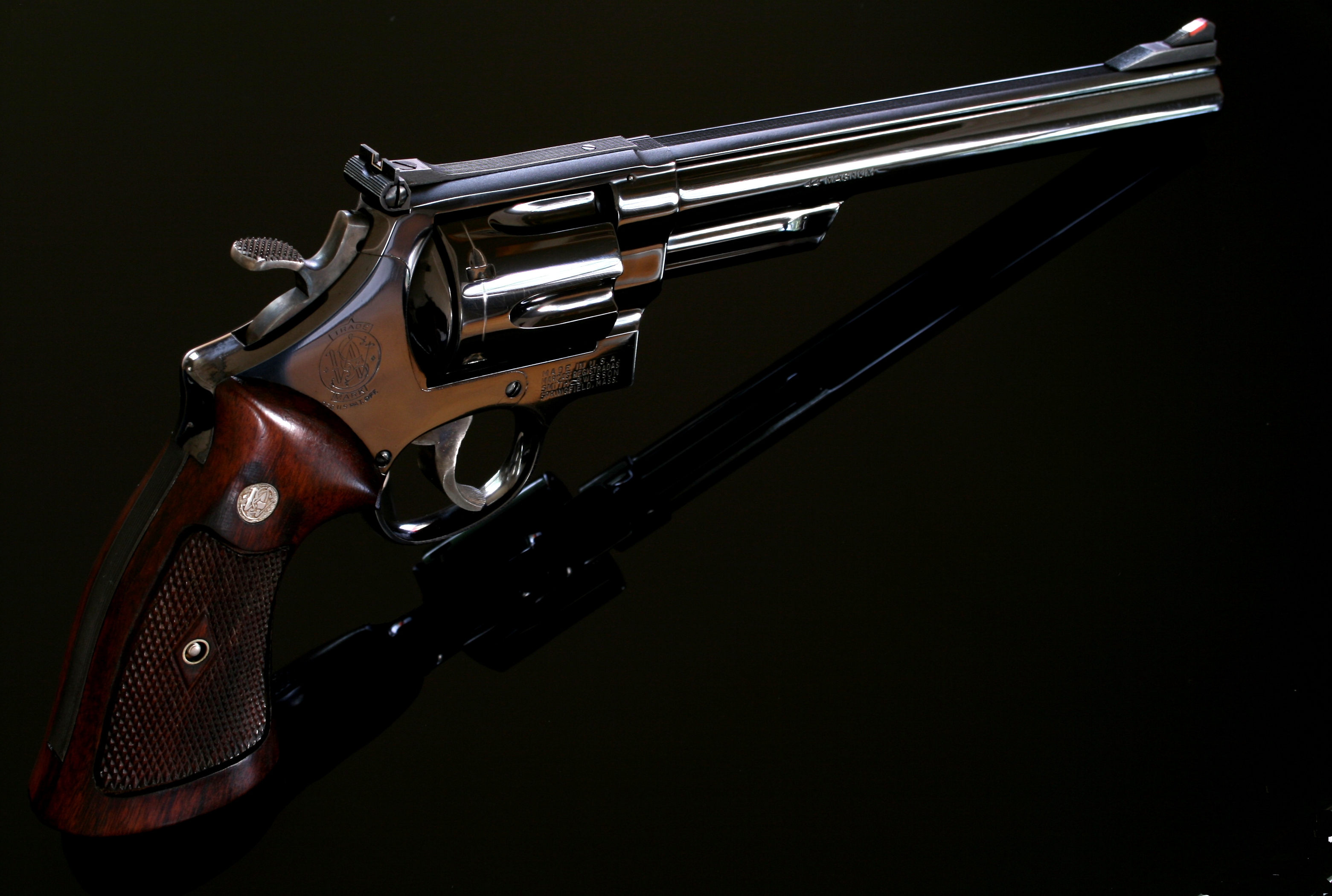
1960年生產的史密斯威森M29
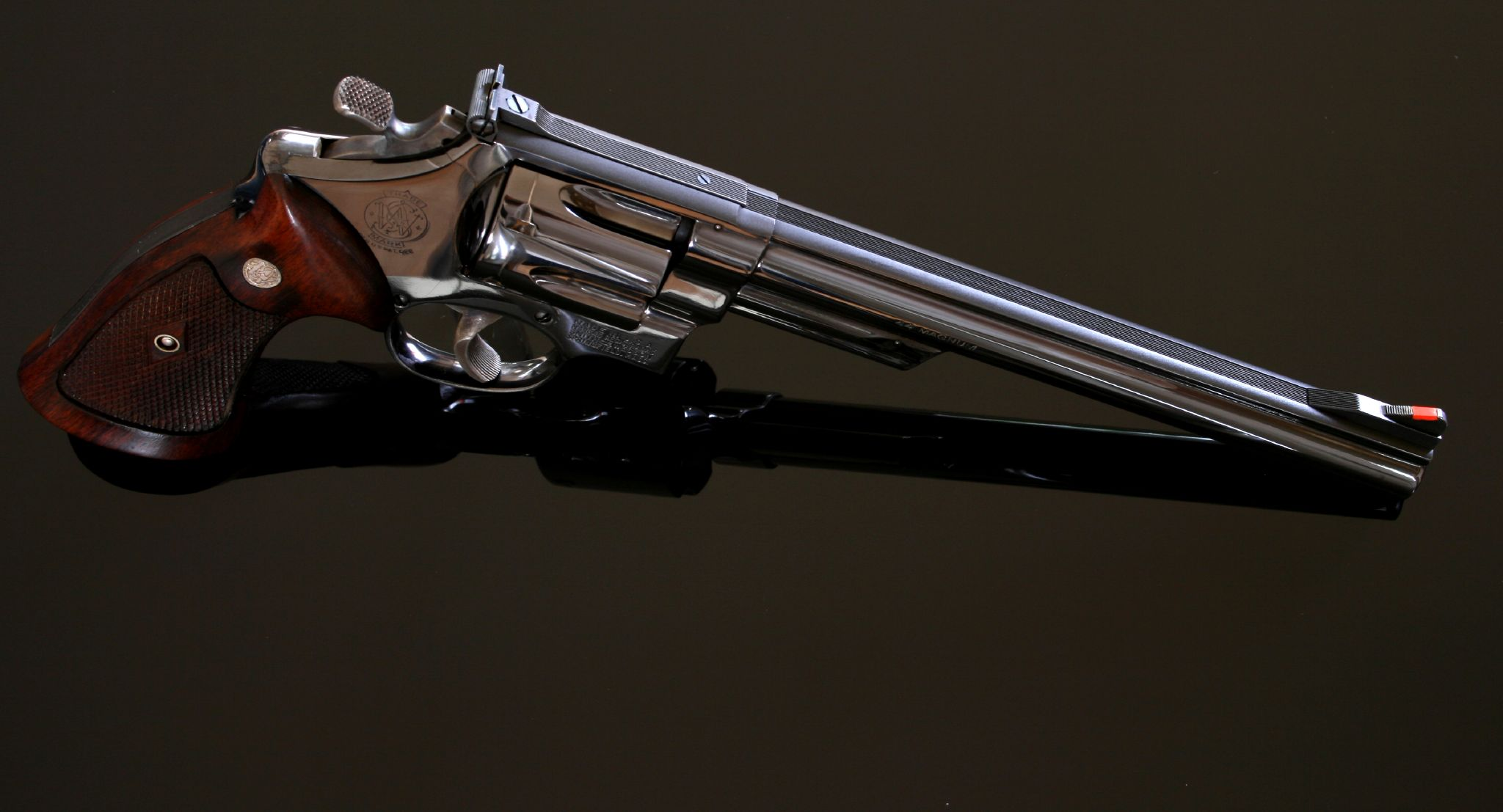
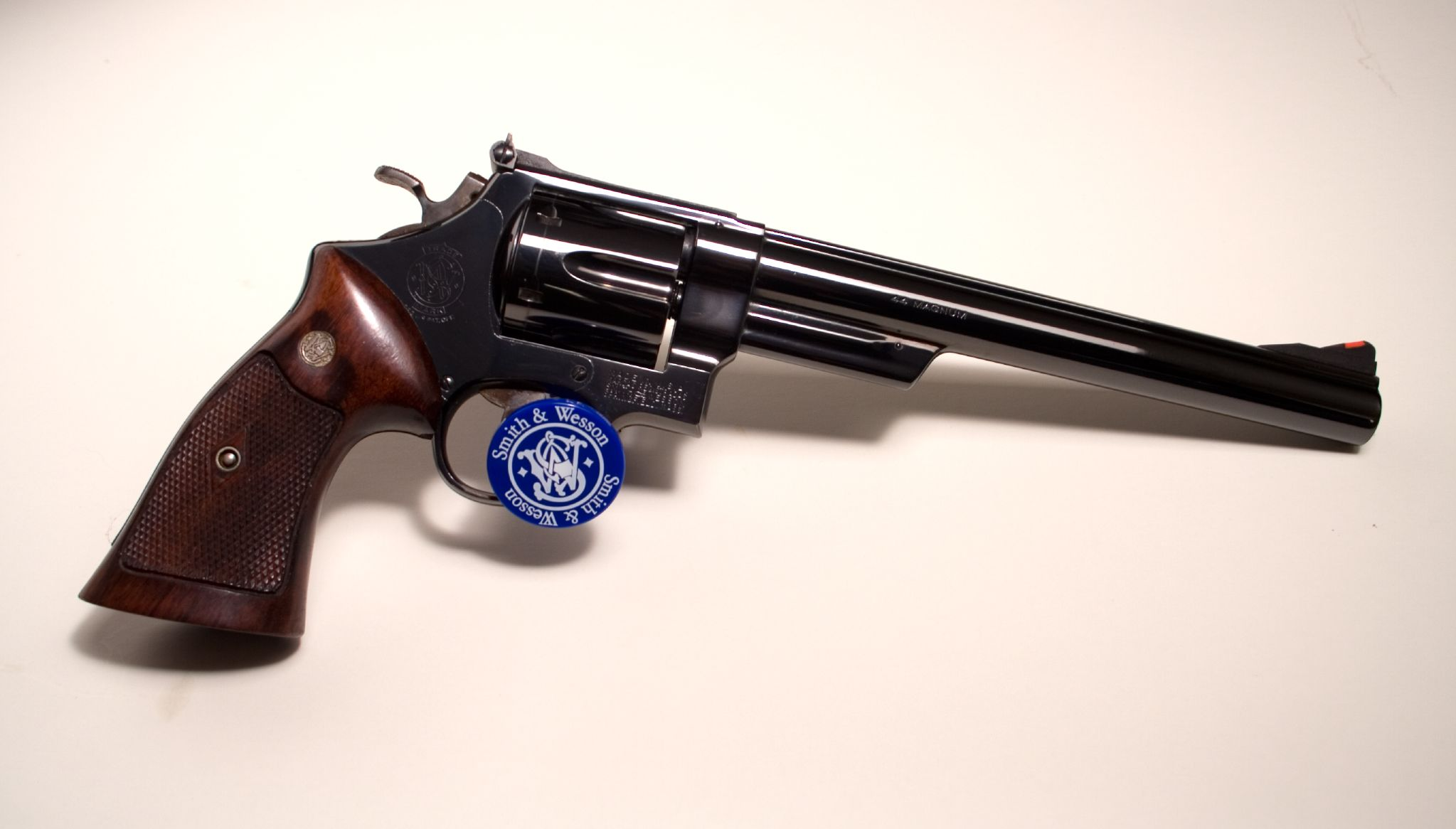
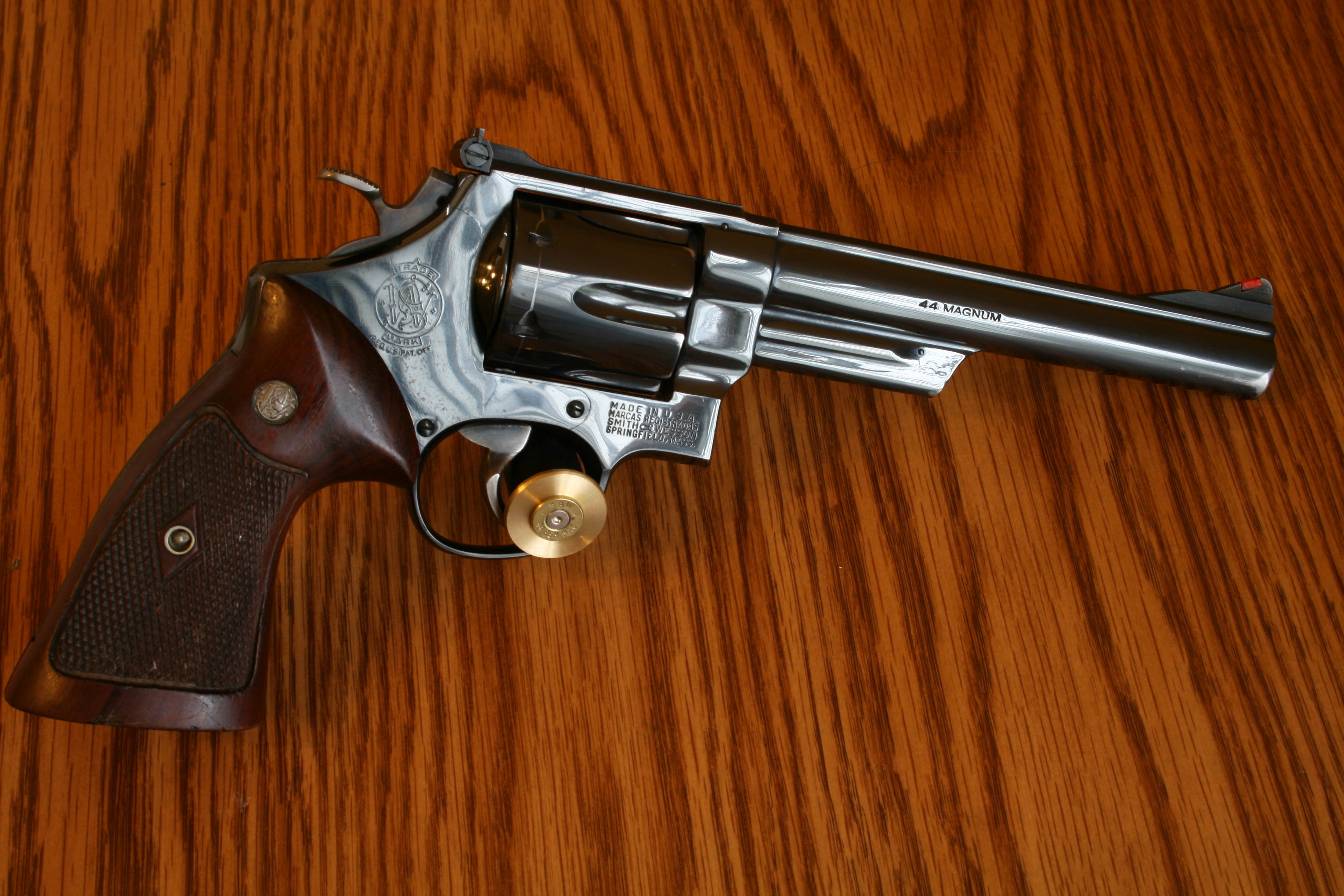
配有61⁄2英吋槍管的史密斯威森M29
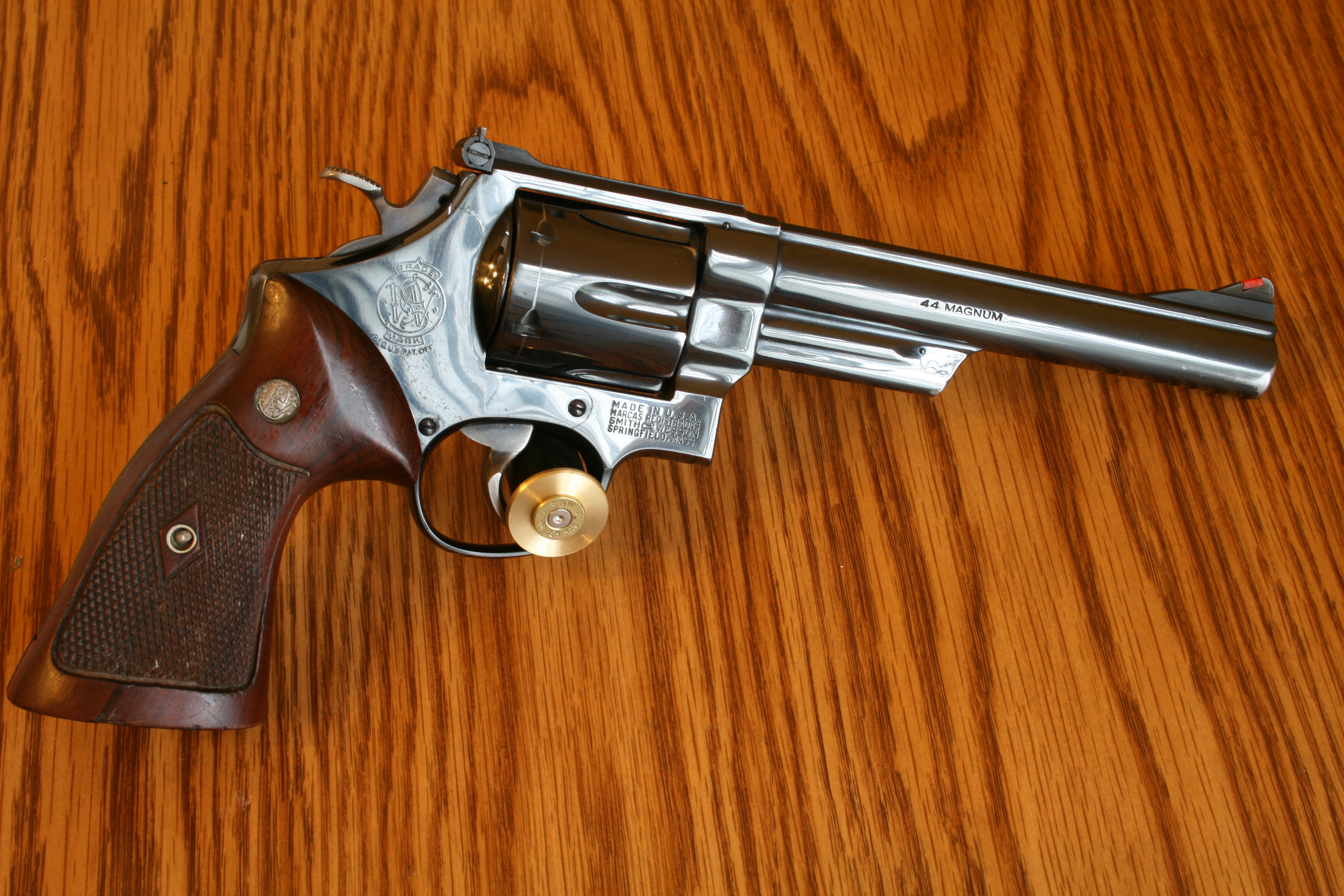
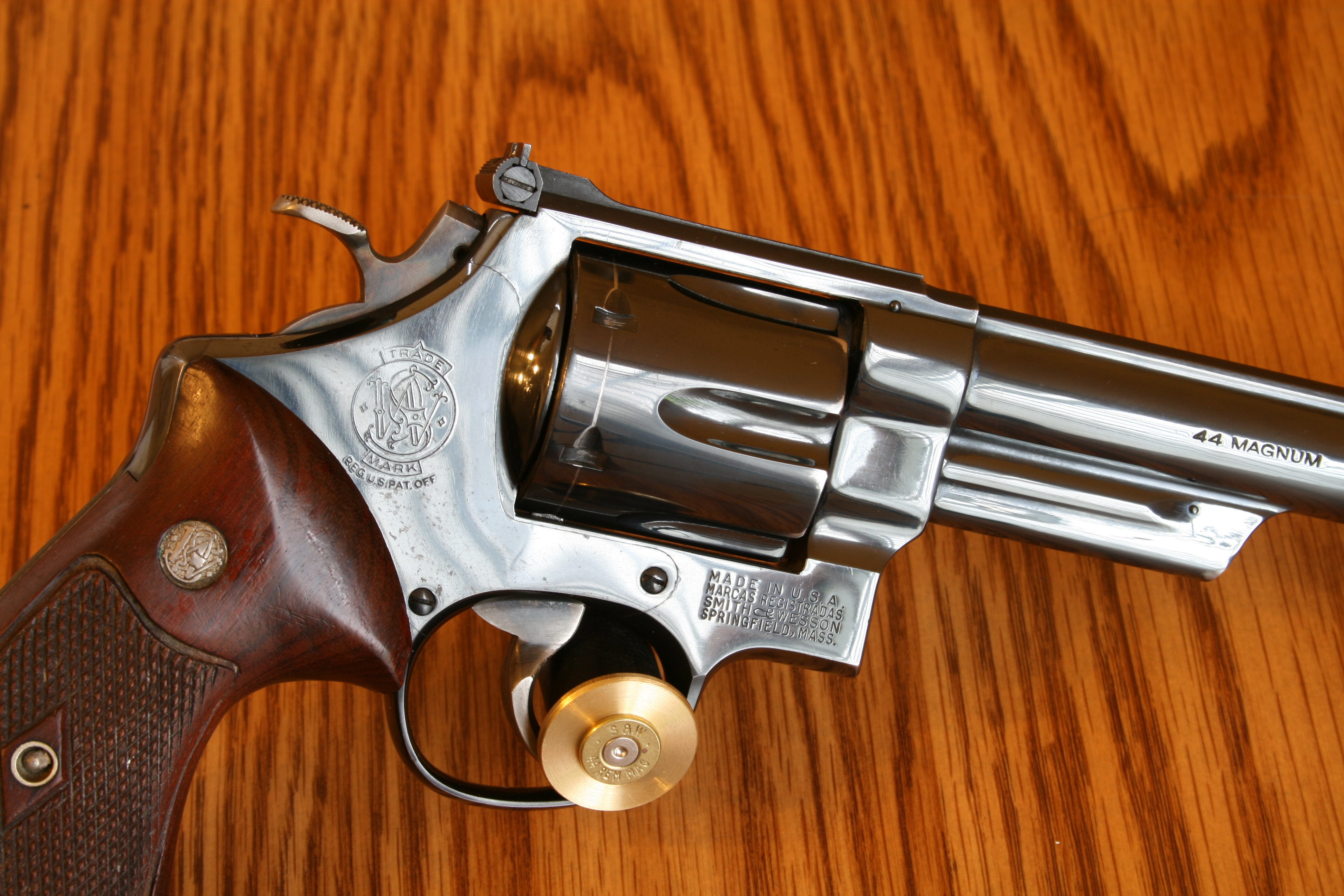
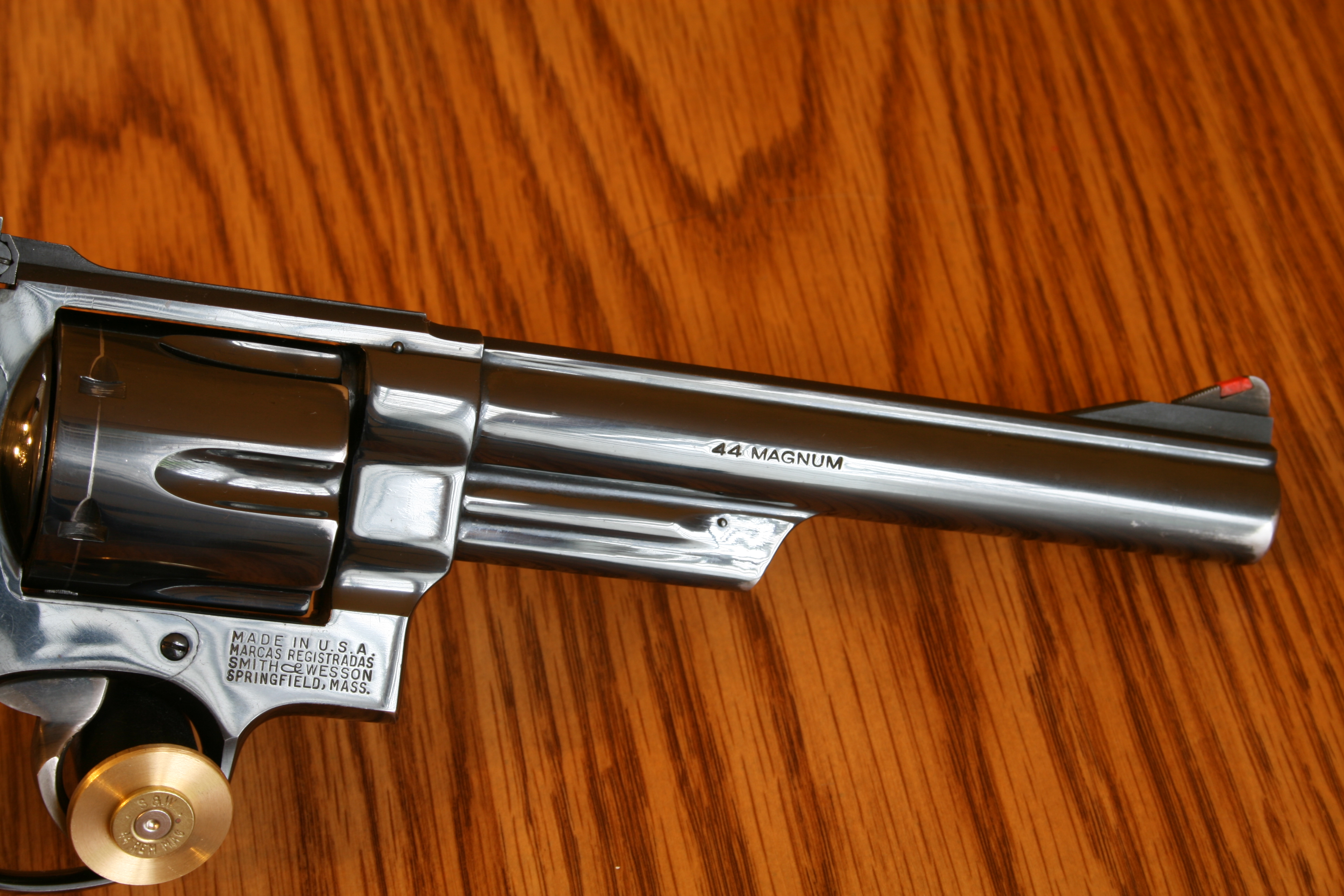
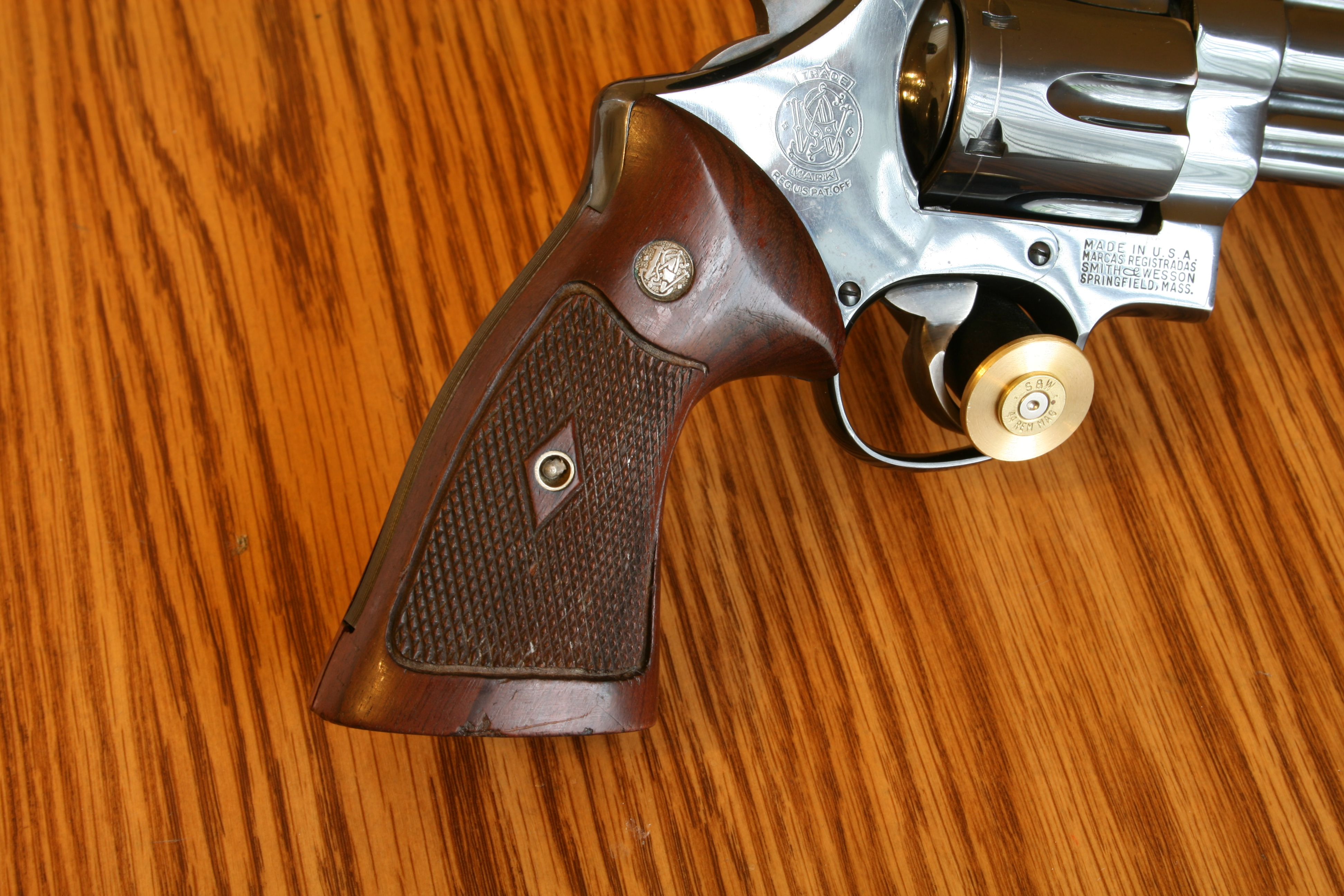
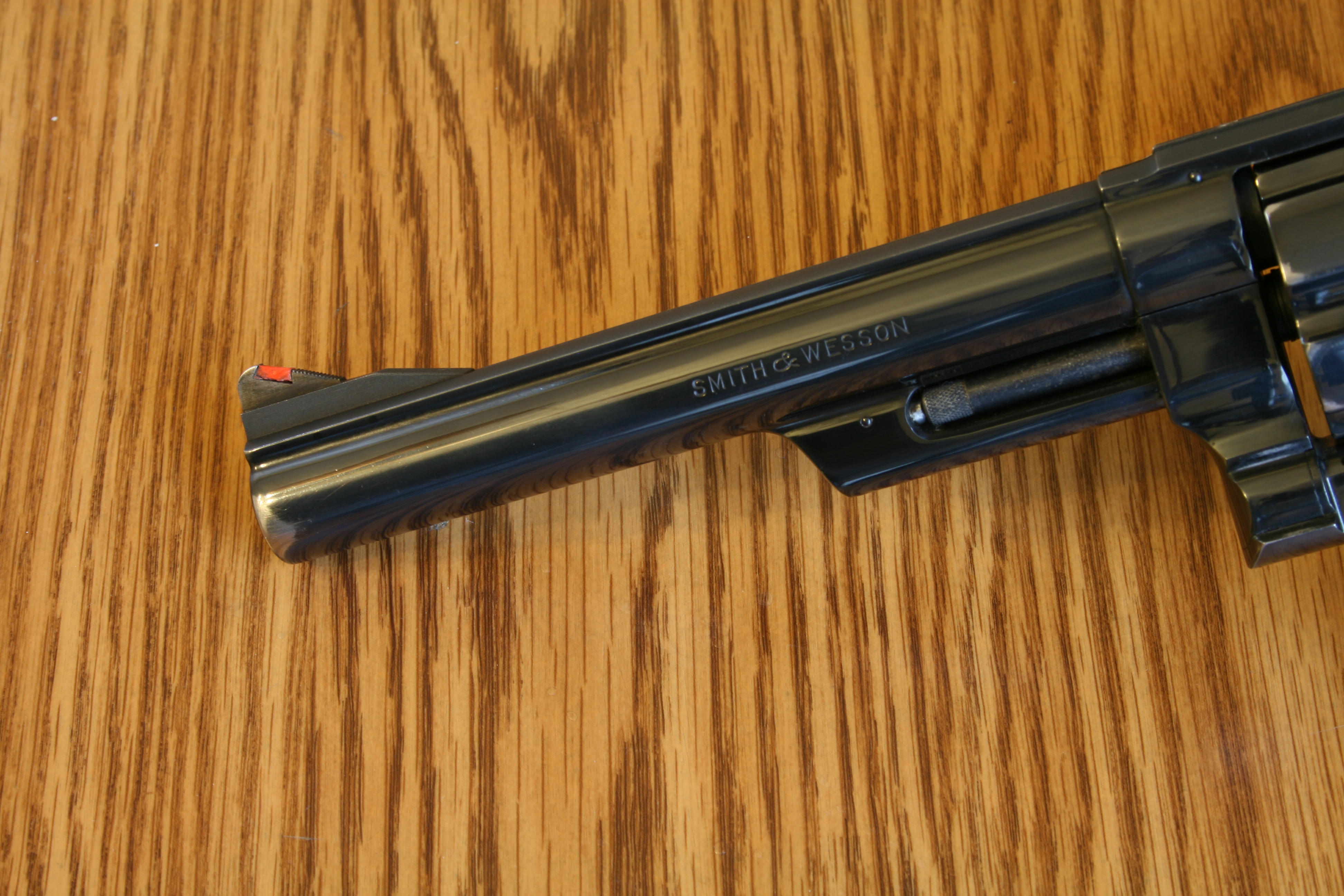
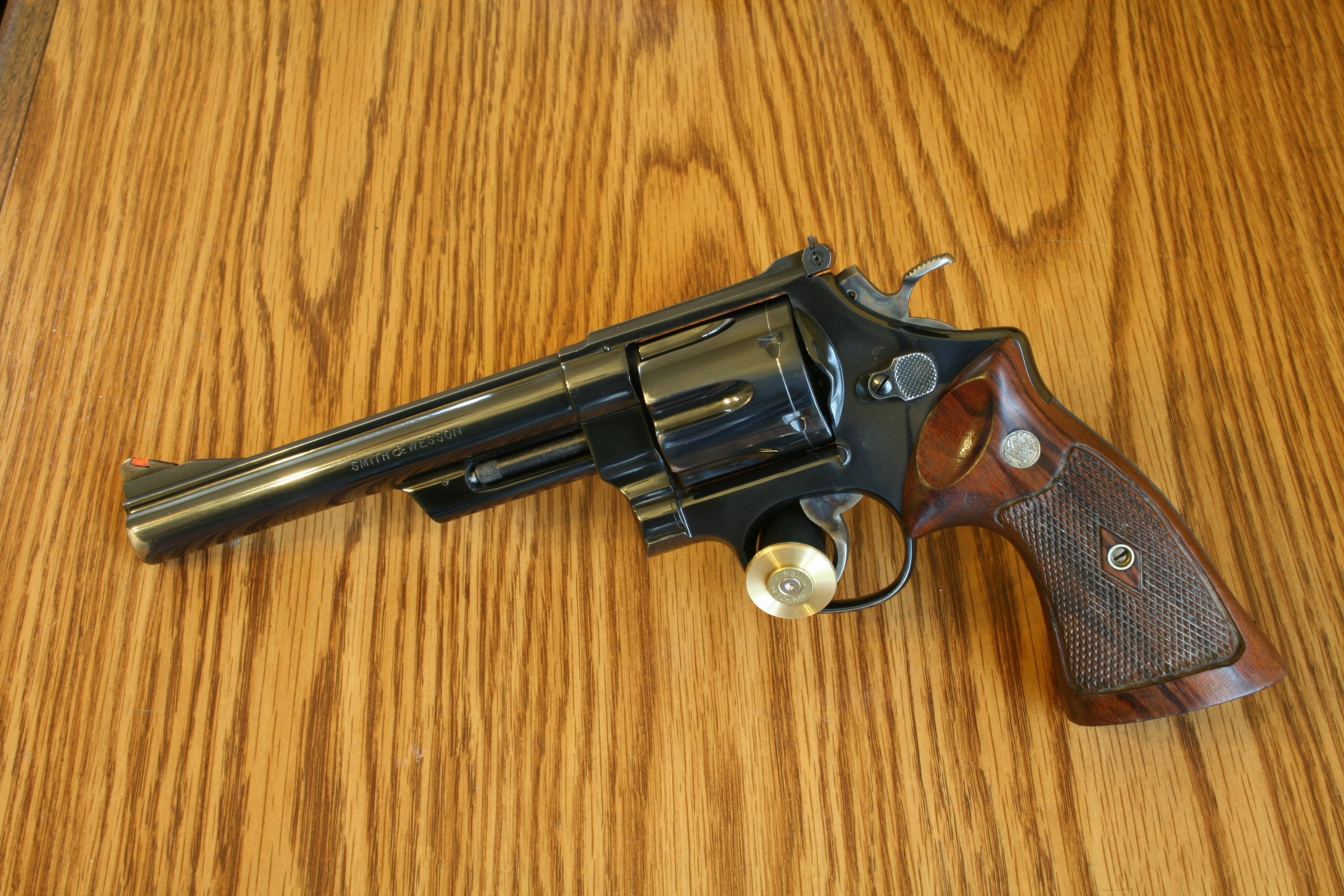
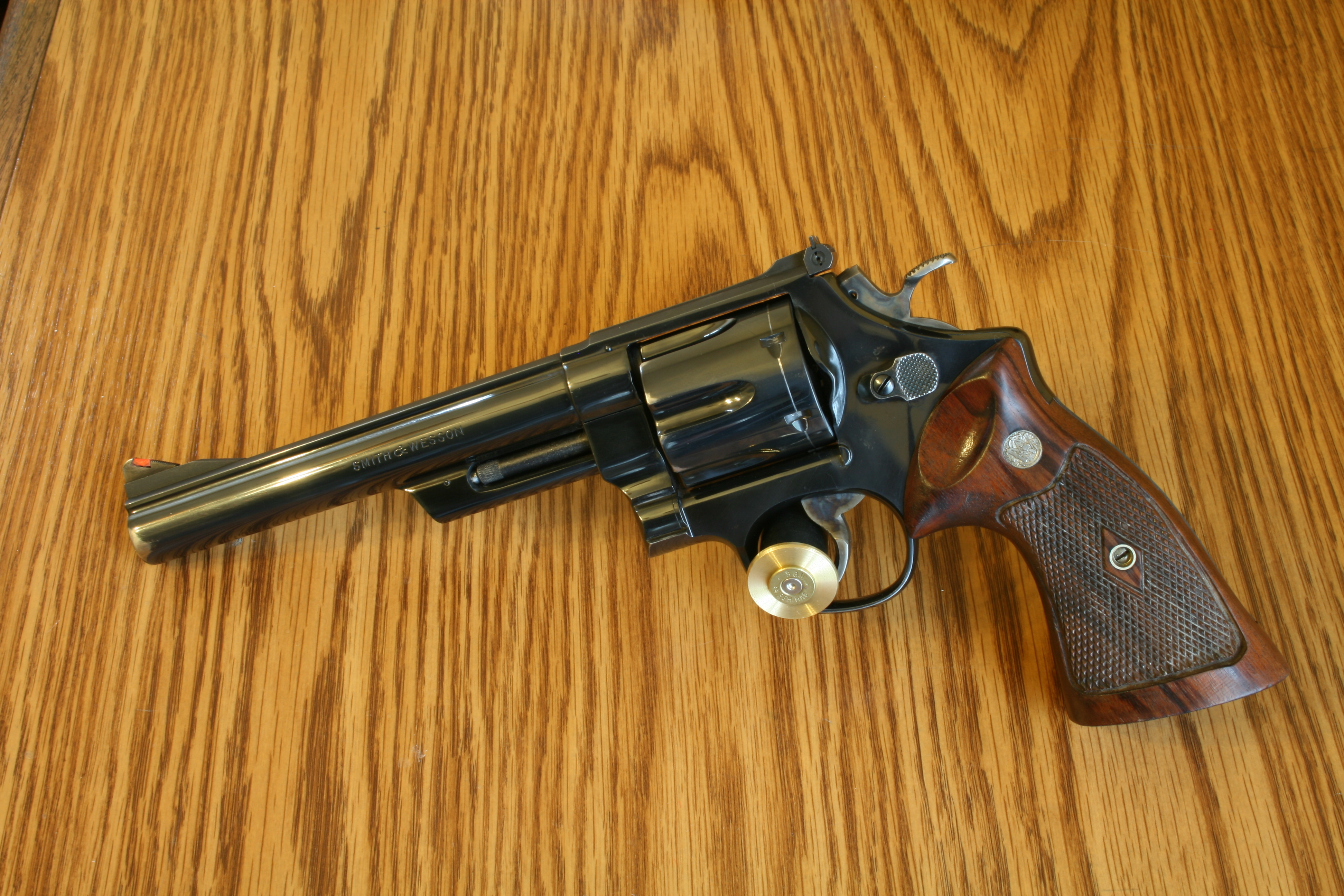
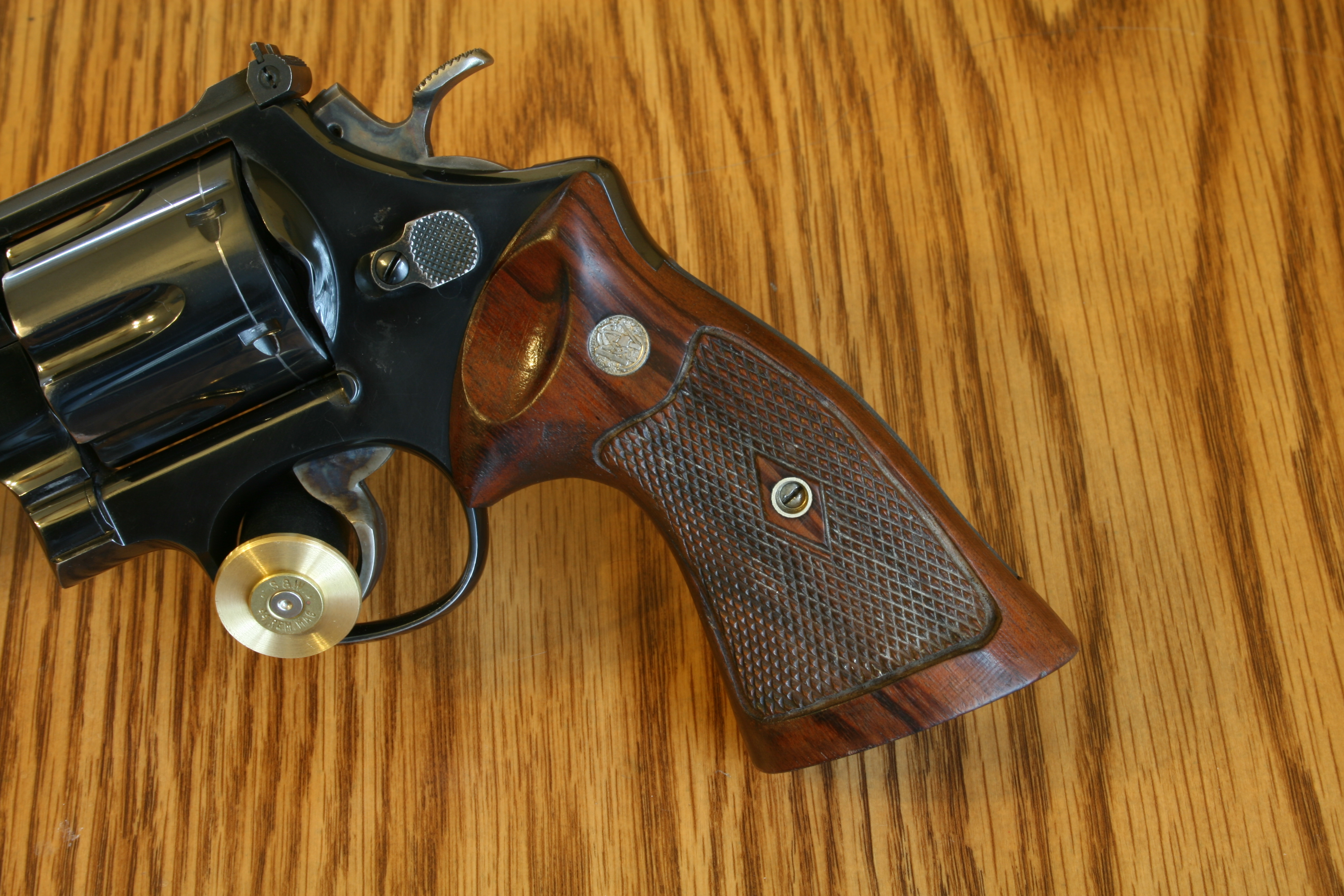
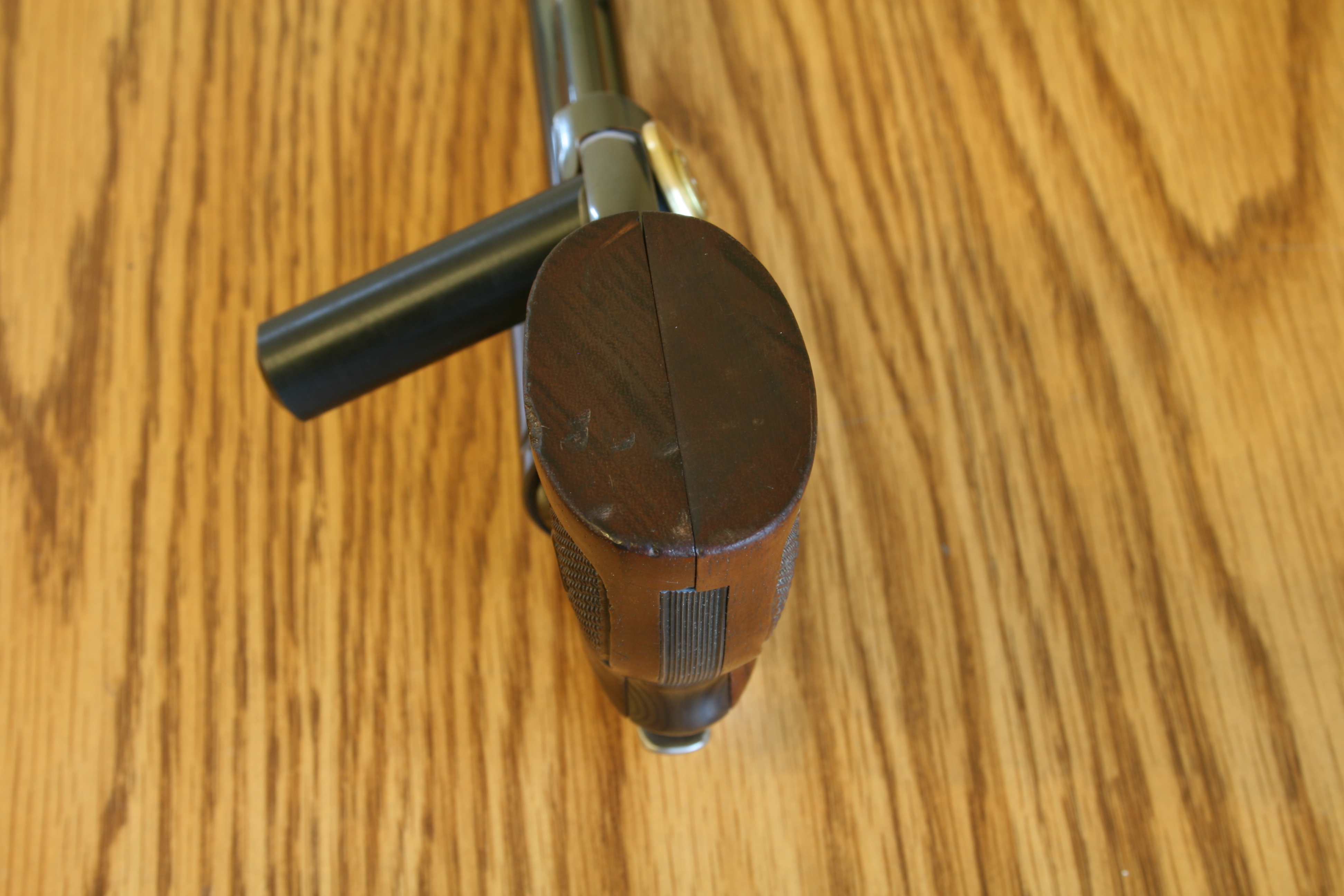
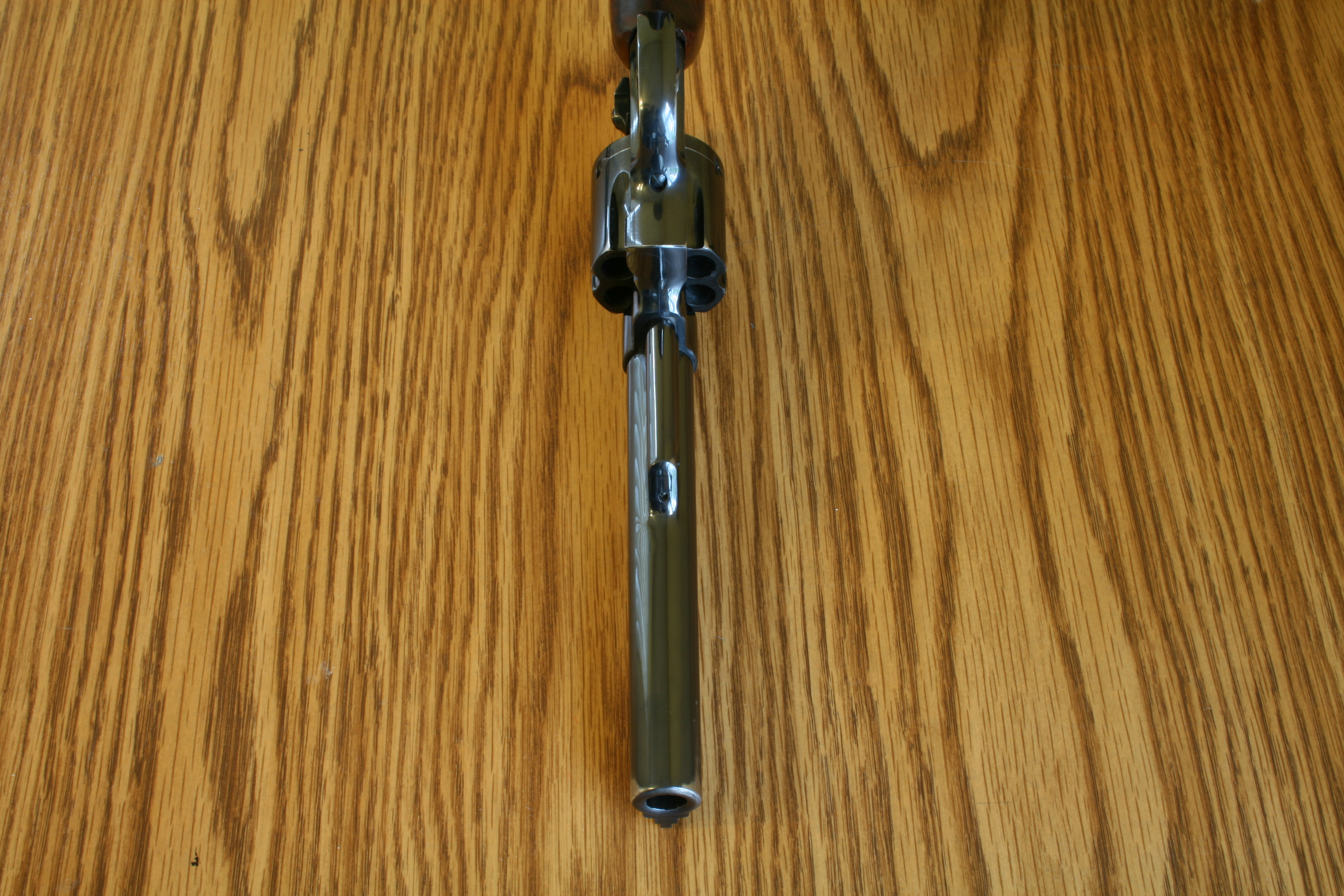
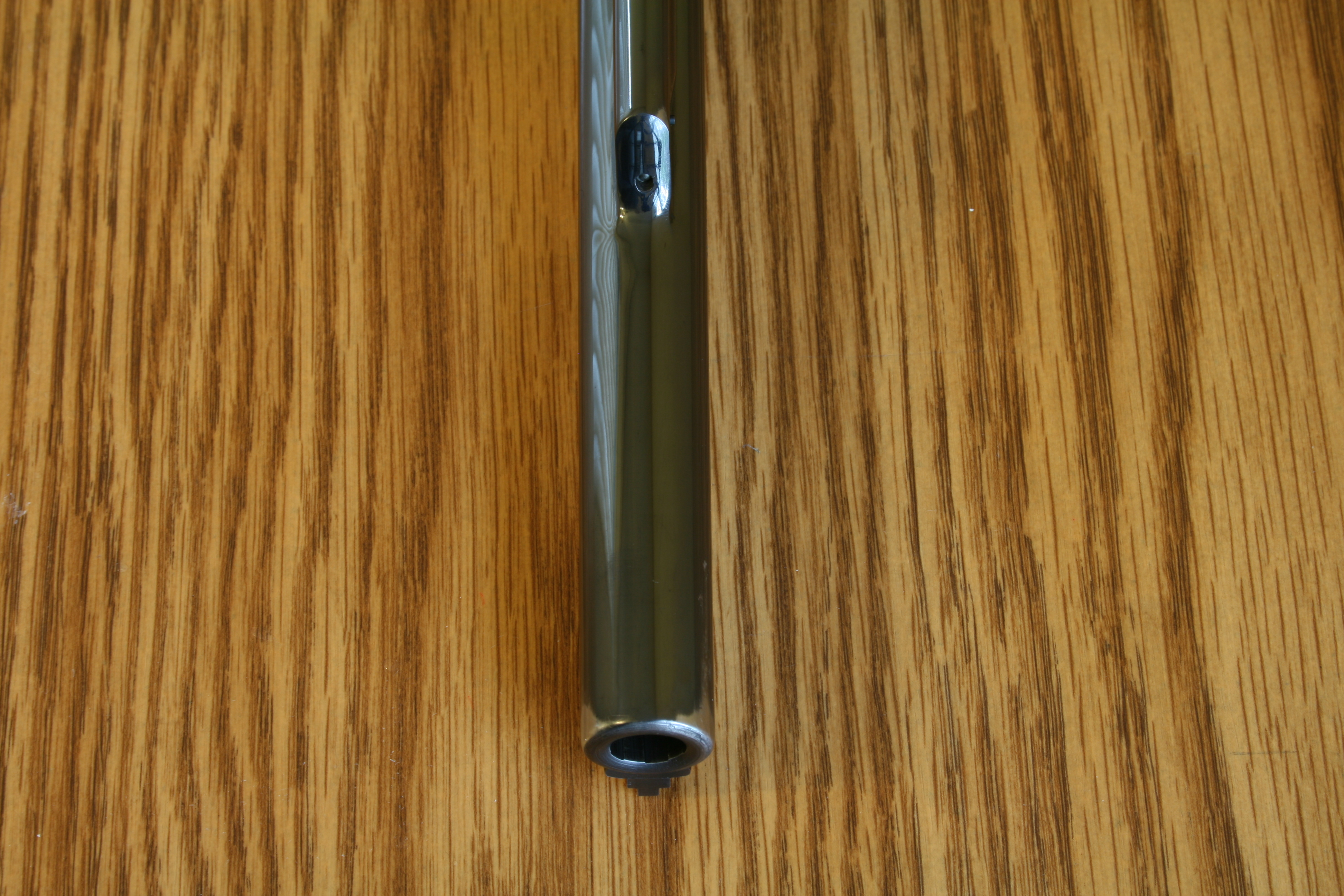
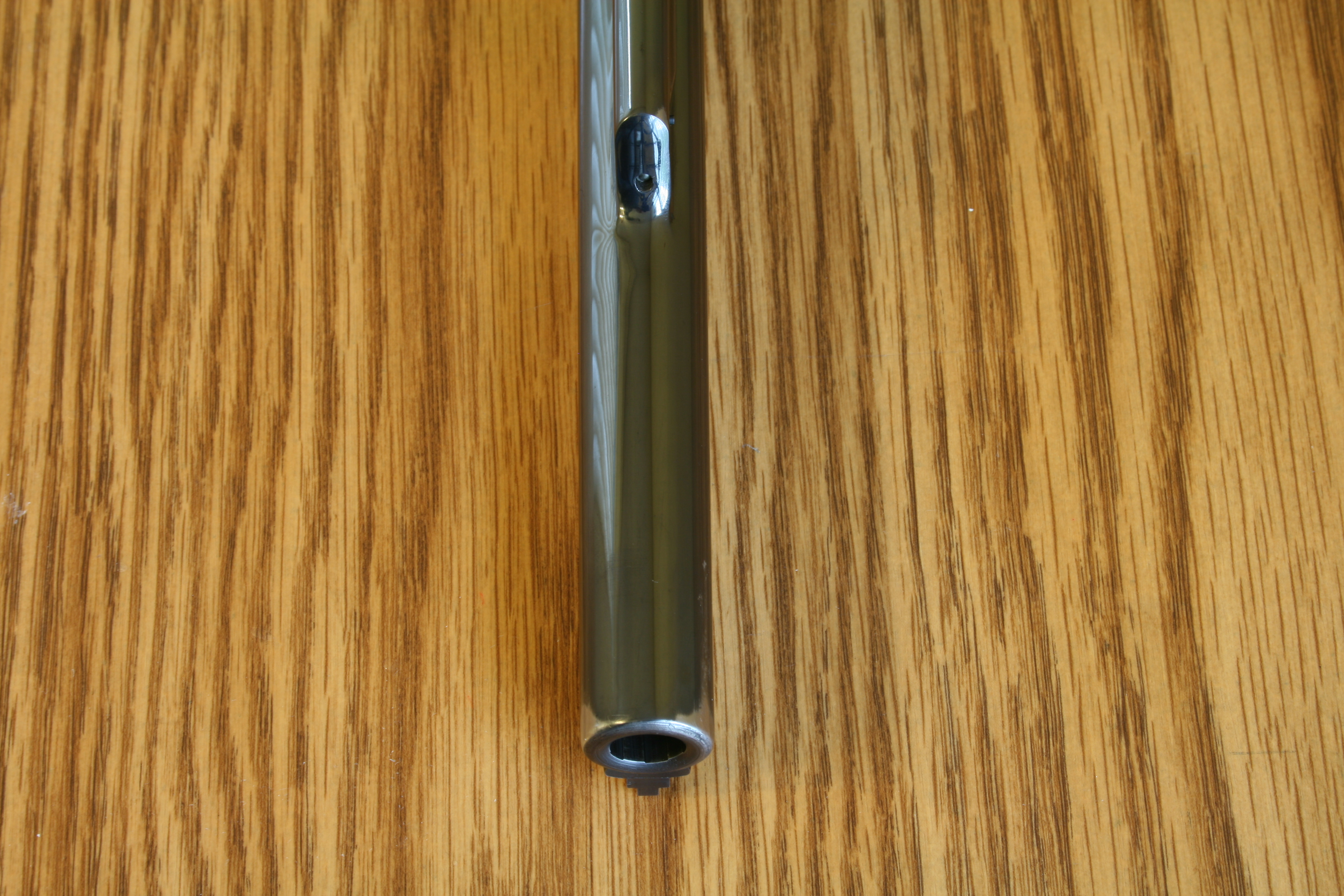
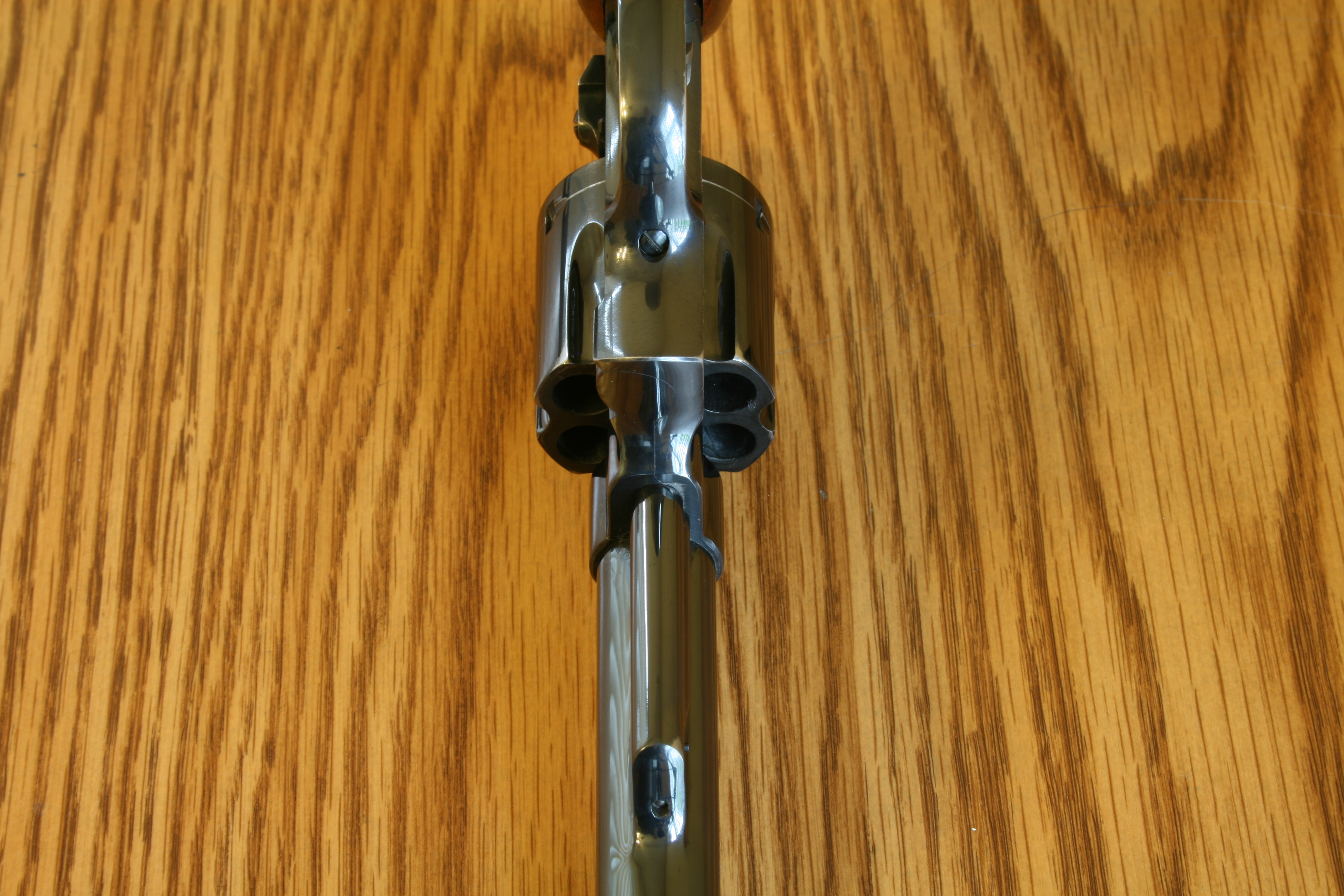
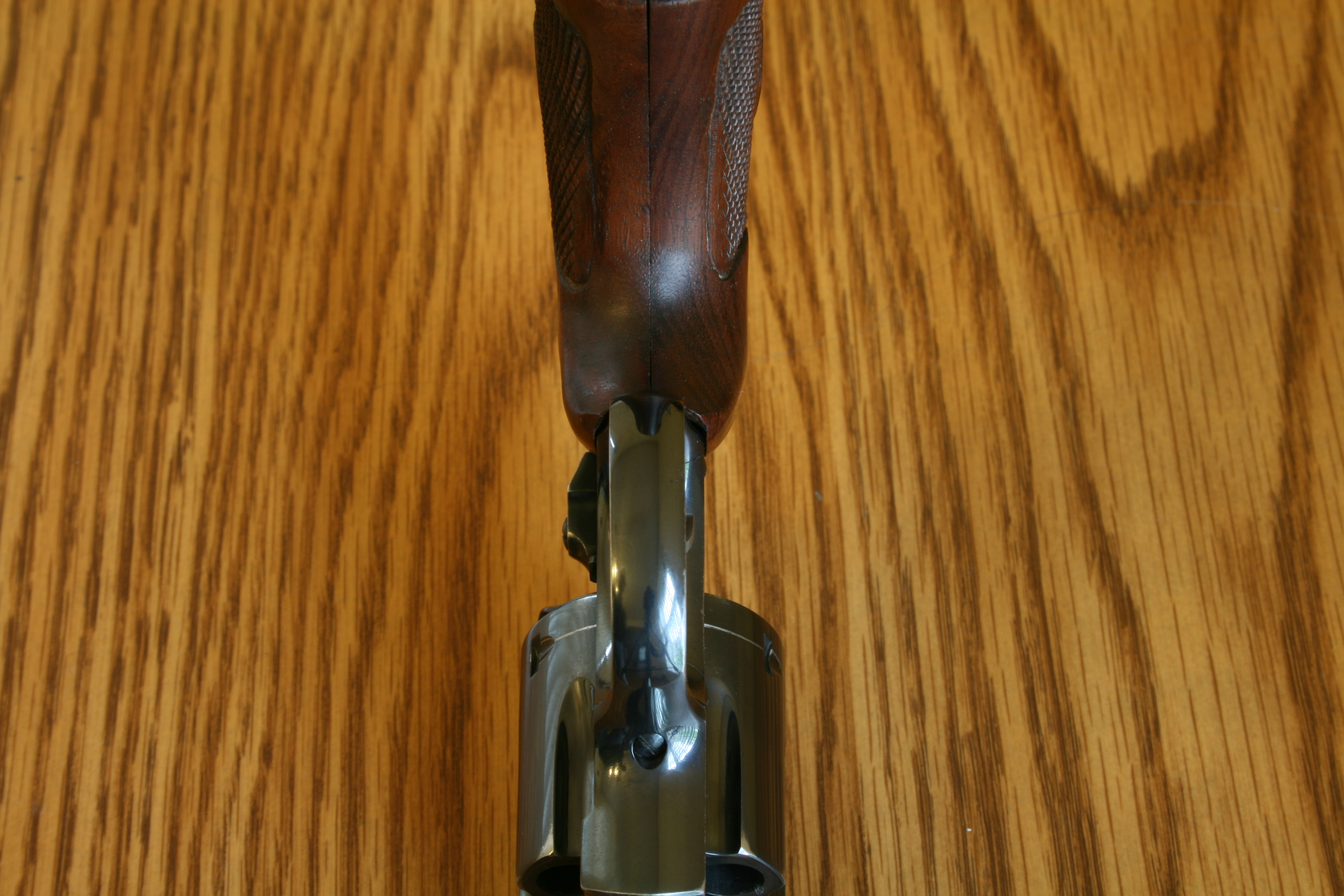
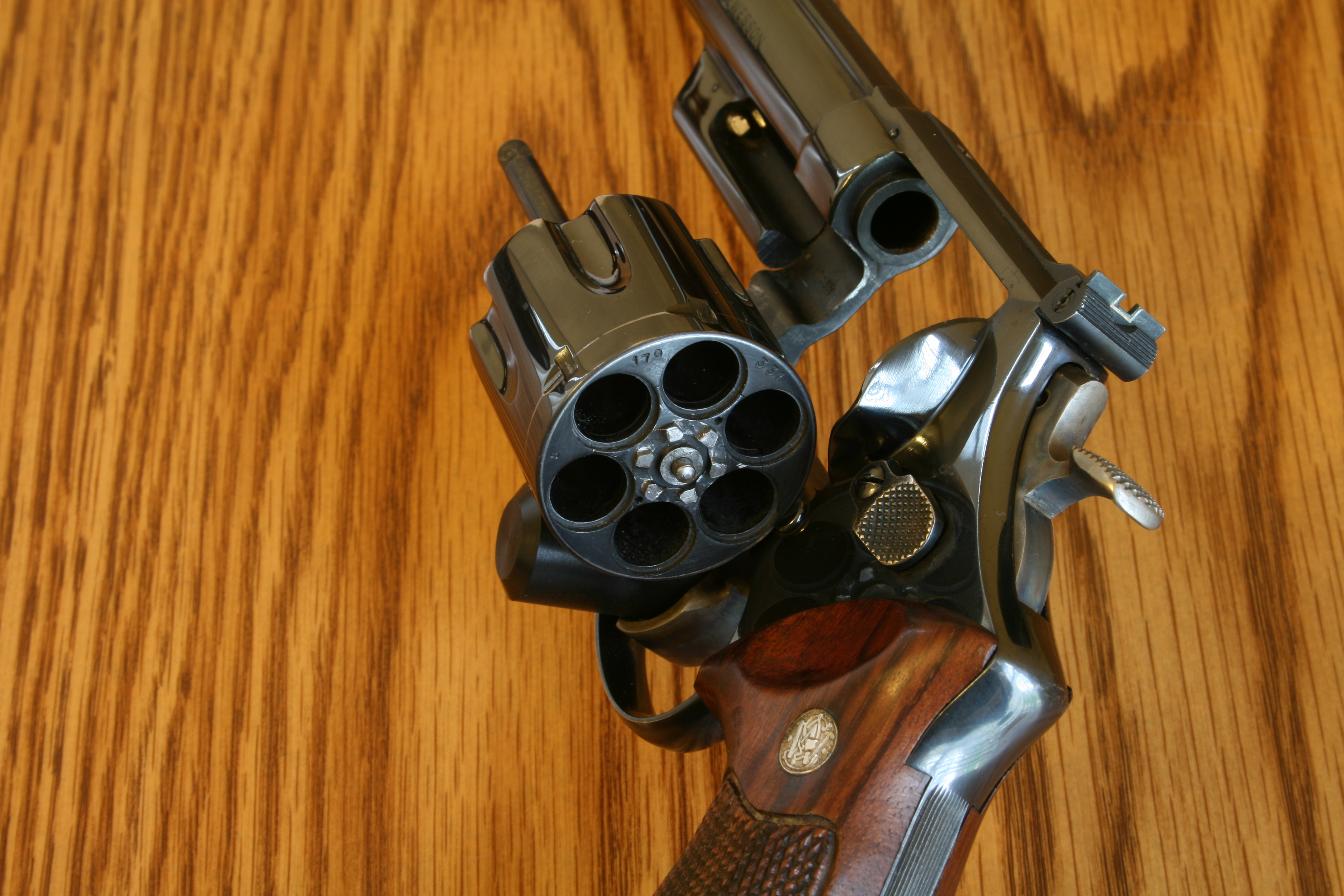
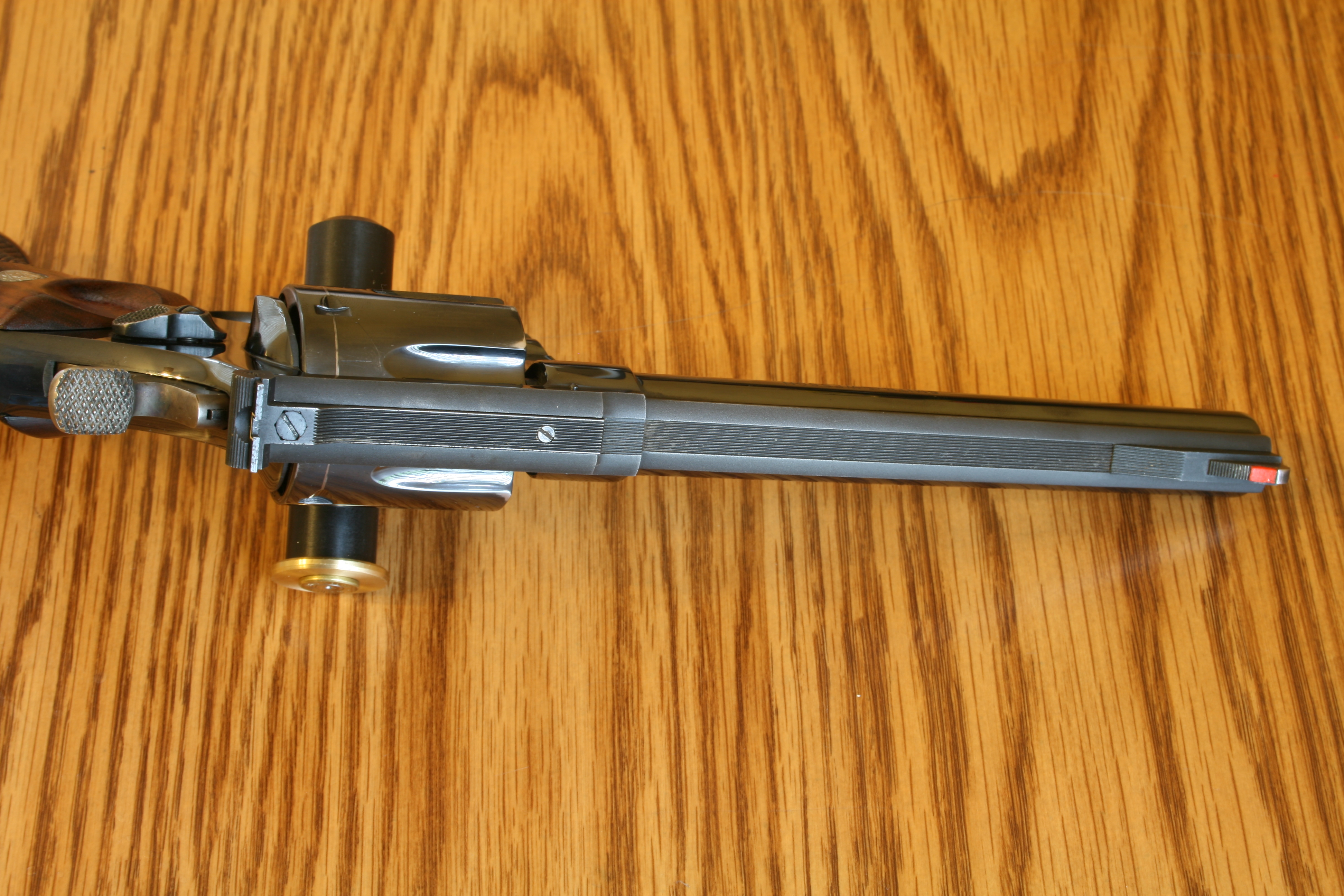
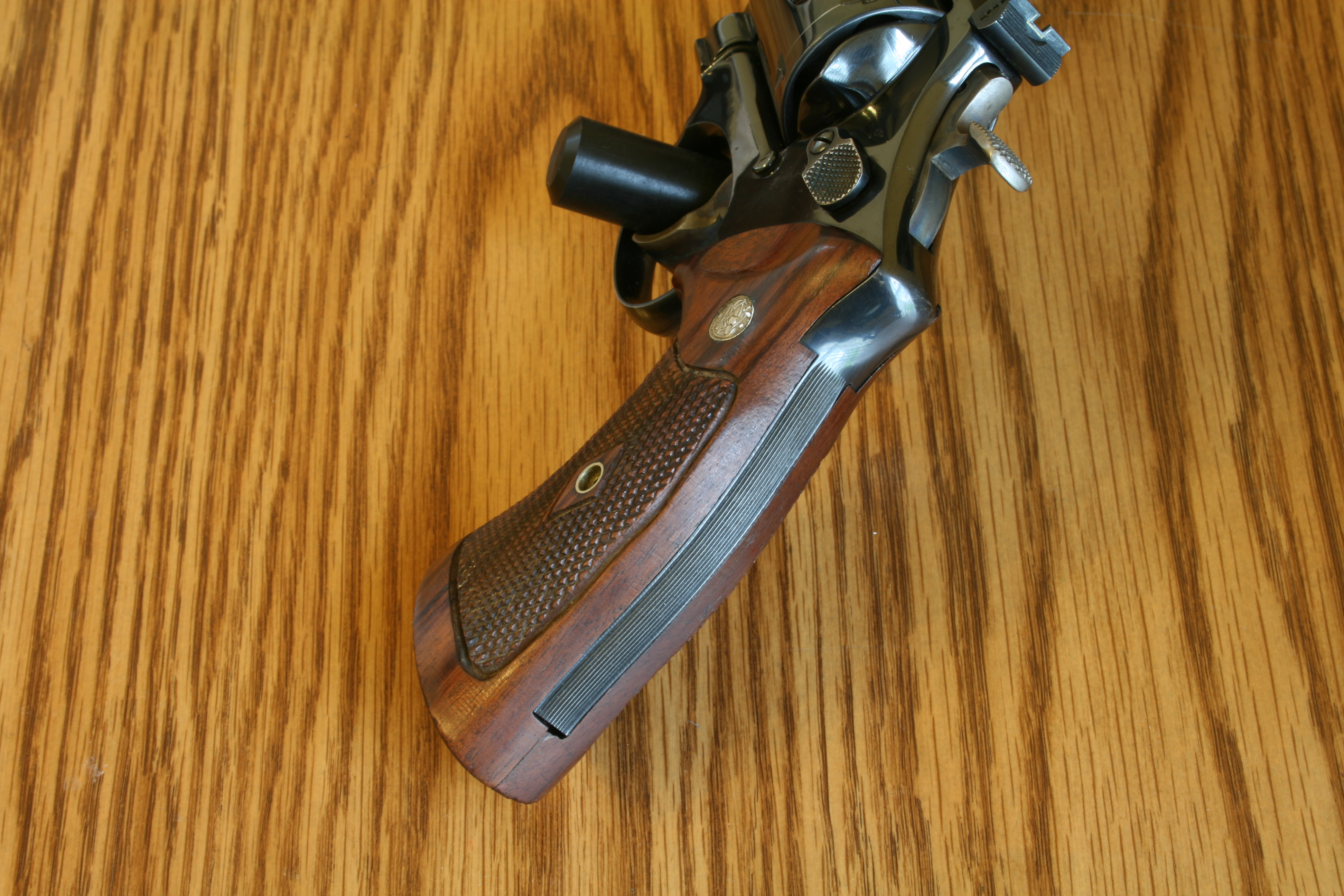
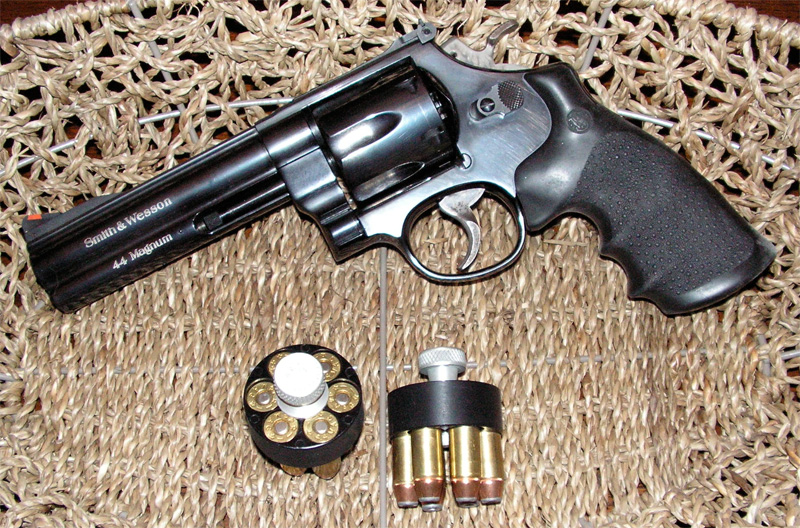
一把5英吋（127毫米）全尺寸槍管底部凸桿的烤藍表面處理的史密斯威森M29經典型
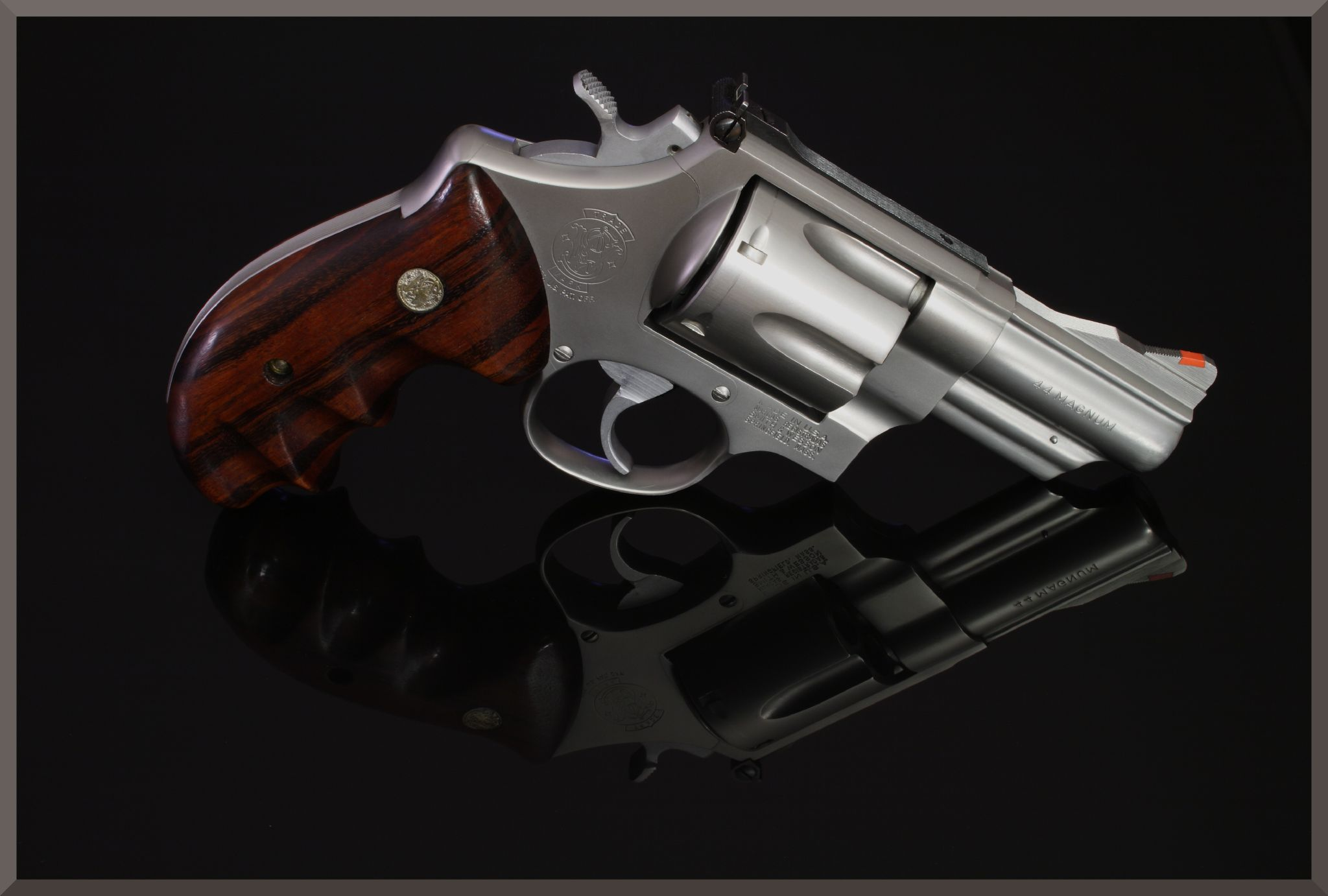
配有3英吋槍管的史密斯威森M629
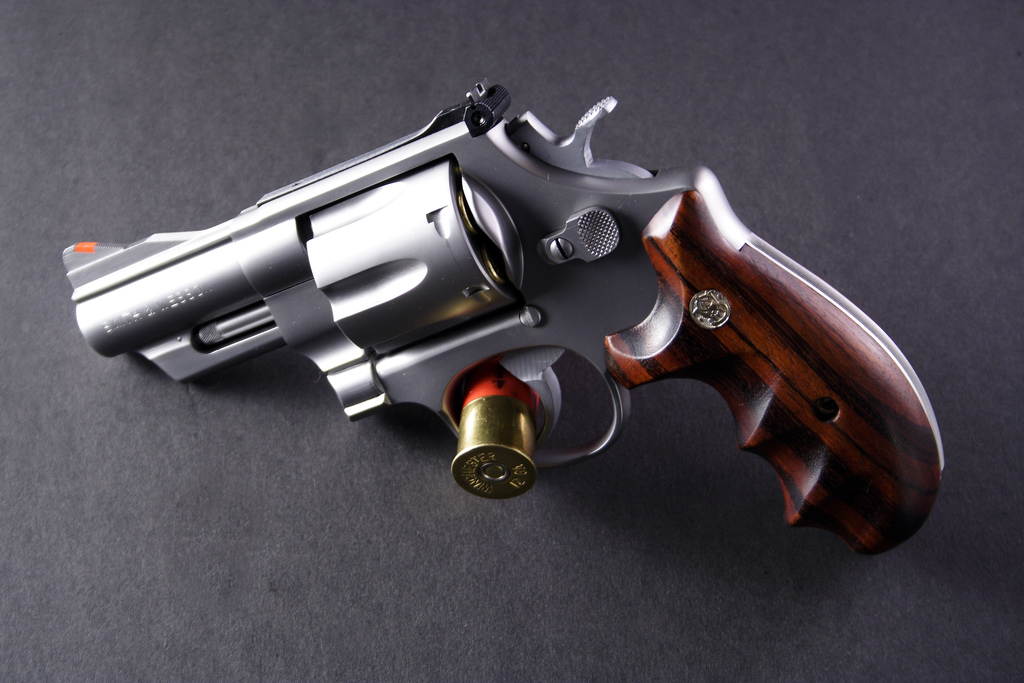
配有3英吋槍管的史密斯威森M629-1
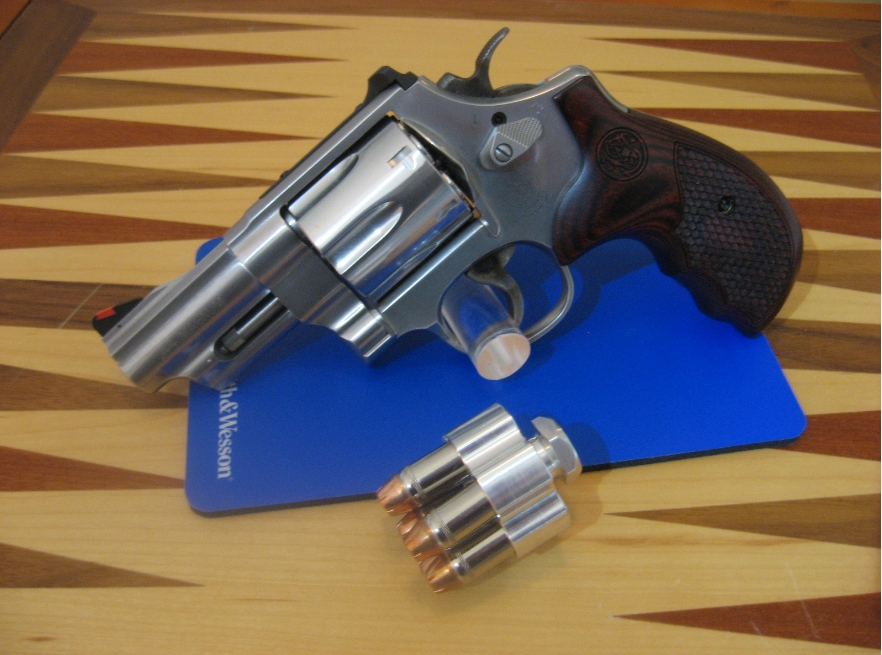
史密斯威森M629-6豪華Talo型和其快速装弹器
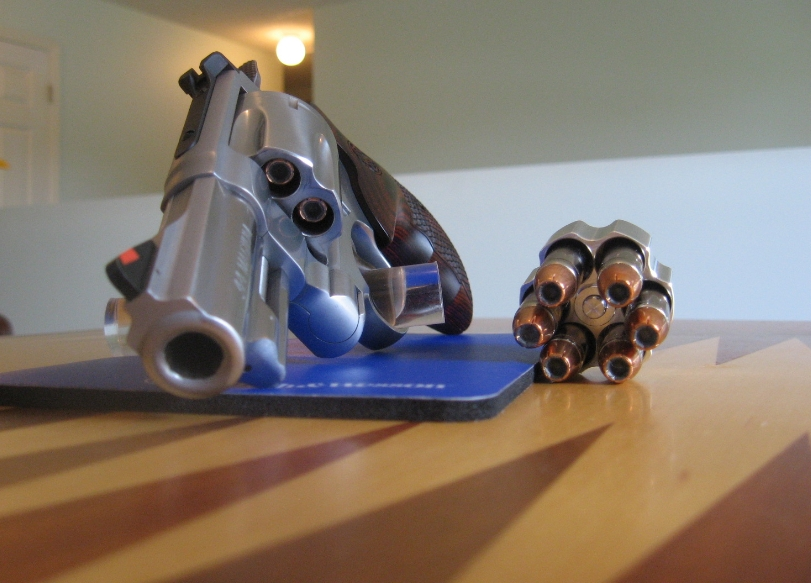
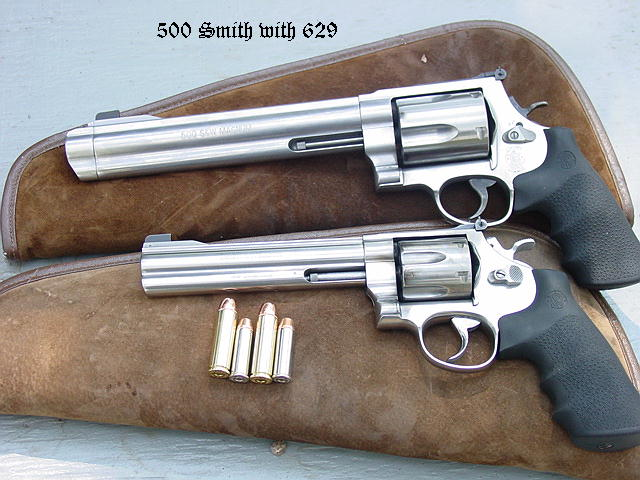
史密斯威森M500与史密斯威森M629的比较
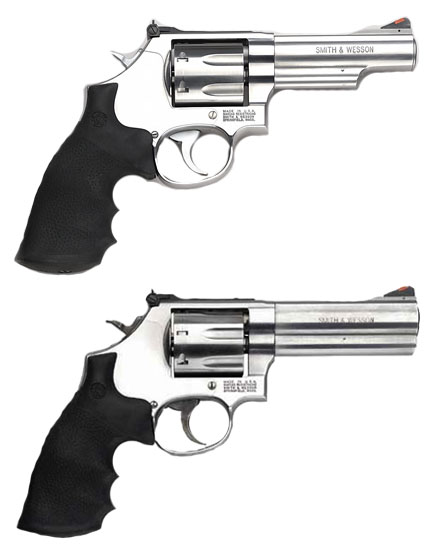
史密斯威森M629与史密斯威森M686的比较
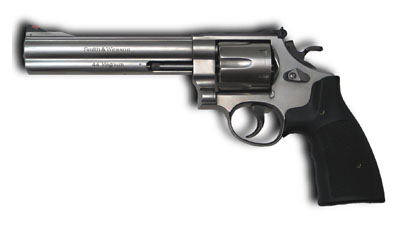
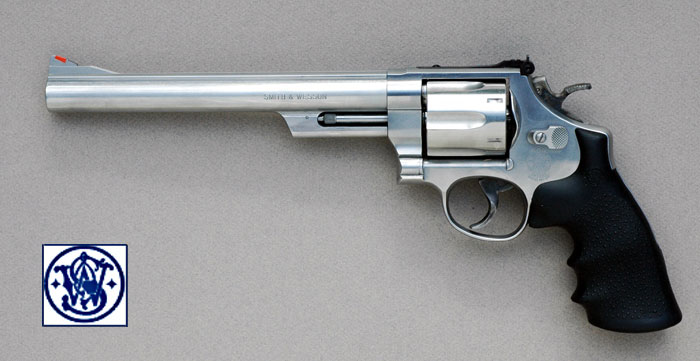

## 資料來源
1. 1 2 3  John Taffin. . : 147-150  [2011-08-19]. ISBN 0896894169. （原始内容存档于2016-12-20）.
2. ↑  Hornaday, Ann (Jan 17, 1999) "Guns on film: a loaded issue  Archive.today的存檔，存档日期2012-12-10", Baltimore Sun. Retrieved 2010-04-05.
3. ↑  .   [2010-12-16]. （原始内容存档于2012-11-03）.
4. 1 2  .   [2024-04-24]. （原始内容存档于2010-04-18）.
5. ↑  Smith & Wesson press release announcing the Model 29 Anniversary Edition （页面存档备份，存于）.
6. ↑   (PDF). Smith & Wesson.   [2010-12-16]. （原始内容 (PDF)存档于2007-09-27）.

- （英文）—Manfacturer: Smith & Wesson （页面存档备份，存于）—

- - Model 29 - S&W Classics - 4" - Blue or Nickel
  - Model 29 - S&W Classics - 4" - Nickel
  - Model 29 - S&W Classics - 6 1/2" - Blue
  - Model 29 - S&W Classics - 6 1/2" - Nickel
  - Model 29 Revolver - Machine Engraved
  - Model 329 XL Hunter
  - Model 629 Deluxe 6-1/2in. Barrel Textured Wood Grips
  - Model 629 Deluxe 3in. Barrel Textured Wood Grips

## 外部連結
- （英文）—Smith & Wesson's .44 Magnum - by John Taffin（页面存档备份，存于）
- （英文）—Manual
- （英文）—Modern Firearms—
  - Smith & Wesson N-frame revolvers
  - Smith & Wesson / AAI Quiet Special Purpose Revolver / QSPR / tunnel revolver
- （英文）—Weapon.ge—Smith & Wesson QSPR "Tunnel revolver" （页面存档备份，存于）
- （英文）—Gunblast.com—Smith & Wesson Classic Series Model 29 .44 Magnum （页面存档备份，存于）
- （英文）—Notpurfect.com—
  - m29 （页面存档备份，存于）
  - m629 （页面存档备份，存于）
- （英文）—Impact Guns.com—
  - S&W M29 Classic 44Mag 4" Walnut Grips Blued （页面存档备份，存于）
  - S&W M29 Classic 44Mag 4" Walnut Nickle （页面存档备份，存于）
  - S&W M29 150145 CLSSIC 44M 6.5 W/CS BL （页面存档备份，存于）
  - S&W M29 150144 CLSSIC 44M 6.5 W/CS NK
  - SW 629 44 MG 2.5 SS BACK PACKER （页面存档备份，存于）
  - Smith and Wesson 629 44Mag, 4 Inch, Satin Stainless, Rear Ramp White Outline Sights, Hogue Grips, 6rd （页面存档备份，存于）
  - Smith and Wesson 629 44Mag, 6 Inch, Satin Stainless, Rear Ramp White Outline Sights, Hogue Grips, 6rd （页面存档备份，存于）
  - Smith and Wesson 629CL Classic 44Mag, 5 Inch Full Lug Barrel, Satin Stainless, Adjust. Sights, Hogue Grips, 6rd （页面存档备份，存于）
  - Smith and Wesson 629CL Classic 44Mag, 6 1/2 Inch Ported Barrel, Satin Stainless, Adjust. Sights, Hogue Grips, 6rd
  - Smith and Wesson 629CL Classic 44Mag, 6.5 Inch, Satin Stainless, Adjustable Sights, Hogue Grips, 6rd （页面存档备份，存于）
  - S&W M629 170277 PFMCTR 44M 7.5 HNTR
  - SW 629 44M 'TRIAL BOSS', 3", PERFORMANCE CENTER （页面存档备份，存于）
  - SW 629 44M MASTER HUNTER PERFORMANCE CENTER, 7.5" （页面存档备份，存于）
- （英文）—The Firearm Blog—Lew Horton’s Exclusive Smith & Wesson Model 29 （页面存档备份，存于）
- （英文）—The Truth About Guns.com－
  - Gun Review – Smith and Wesson 629 .44 Magnum Revolver （页面存档备份，存于）
  - New from Smith & Wesson Performance Center: M929 Jerry Miculek Signature Model, M686, M629, M460XVR, M986 Pro Series （页面存档备份，存于）
- （英文）—Tactical-Life.com—
  - Smith & Wesson Big Bore .44 MAG （页面存档备份，存于）
  - Reinventing the Wheel: 10 Elite Revolvers From Smith & Wesson （页面存档备份，存于）
- （英文）—Personal Defense World.com—32 Revolvers From CONCEALED CARRY HANDGUNS 2016（页面存档备份，存于）
- （英文）—American Rifleman—
  - A LOOK BACK AT THE SMITH & WESSON MODEL 29
  - Smith and Wesson Model 29 （页面存档备份，存于）
  - DIRTY HARRY'S MODEL 29: AMERICA'S SHOOTING STAR
- （英文）—Home Defense Weapons—Smith and Wesson 629 Review （页面存档备份，存于）
- （英文）—Military, Security and Civilian Guns and Equipment—Smith & Wesson SW Model 29 (.44 Magnum） （页面存档备份，存于）
- （简体中文）—D Boy Gun World（槍炮世界）—
  - Model 29转轮手枪 （页面存档备份，存于）
  - Model 629转轮手枪 （页面存档备份，存于）